# Personnages de The Legend of Zelda
Cette liste de personnages de la série de jeux vidéo The Legend of Zelda répertorie les personnages importants ou récurrents.
Pour les différents peuples et races de la série, voir l’article Espèces et peuples de la série The Legend of Zelda.

## Personnages principaux

### Link
Le personnage de Link s’appuie sur un trope récurrent dans les anciennes légende japonaises (surtout celles inspirées du bouddhisme) : mort, on se réincarne en l’un de ses descendants[réf. nécessaire]. Link est donc le Héros du Temps, l’élu des déesses, le Héros de légende, un esprit unique qui revient réincarné dans un jeune Hylien, à chaque fois que le monde est en danger.
Link, dans sa descendance ou ses réincarnations successives, sauve Hyrule à plusieurs reprises (The Legend of Zelda , Zelda II ), ainsi que le monde marin recouvrant le royaume d’Hyrule englouti (The Wind Waker). Il dispose d’un arsenal important ainsi que de la Triforce du Courage pour mener à bien sa quête.
La famille de Link change presque à chacune de ses apparitions dans la série :
- Dans A Link to the Past, Link a un oncle.
- Dans The Wind Waker, Link a une grand-mère et une petite sœur, Arielle.
- Dans The Minish Cap, il a un grand-père.
- Le fantôme qui apprend les différentes attaques à Link dans Twilight Princess l’appelle « mon fils ». Il est possible qu'il soit l'un de ses ascendants. Néanmoins, cette information reste sujette à délibération car dans la version anglophone du jeu, c'est l'expression « My child » qui est employée. Cette expression serait donc utilisée plus à titre métaphorique pour désigner Link comme son fils spirituel ou son héritier - vu qu'il lui a transmis tout son savoir - plutôt que dans un sens littéral.[réf. nécessaire] En outre, aucune confirmation n'a été apportée de la part de Nintendo quant à une éventuelle parenté entre les deux. Cependant, selon l'encyclopédie Hyrule Historia, le soldat fantôme est désigné comme étant l'« ancien héros » et évoque ce que certains ont théorisé : qu'il s'agissait du Link apparaissant dans Ocarina of Time et Majora's Mask car celui-ci était également gaucher[1],[2].

Suivant les épisodes, Link peut avoir différents aspects. Enfant, adulte ou sa version cartoon, il lui arrive aussi régulièrement de subir des métamorphoses.
- Il se transforme en lapin (A Link to the Past) lorsqu'il est sous l’influence du monde des ténèbres.
- Il se transforme en loup (Twilight Princess) lorsqu'il est sous l’influence du monde du crépuscule.
- Dans Majora's Mask, Link a la faculté de se transformer en peste Mojo, en Goron et même en Zora en portant un masque correspondant à la transformation sur son visage. Le masque de Puissance des Fées lui permet de changer d’apparence et d’obtenir une force surhumaine, celle du dieu du chaos : Oni-Link.
- Dans The Minish Cap, Exelo, un ancien sage transformé en chapeau, permet à Link de rétrécir à la taille d’un Minish.
- Dans A Link Between Worlds, Link a la possibilité de se transformer en peinture murale et de marcher dans les murs à l'aide du bracelet de Lavio.

Le personnage apparaît dans différents jeux comme la série des Super Smash Bros. et SoulCalibur II sur GameCube ainsi que Mario Kart 8 Deluxe.
Link est l’un des rares héros de jeux vidéo qui soit gaucher. Dans la version Wii de Twilight Princess et Skyward Sword, Link est droitier pour des raisons pratiques d'utilisation de la manette. Cette configuration perdura après l'abandon du support Wii, et fut à nouveau utilisée dans les deux derniers opus originaux de la série, The Legend of Zelda: Breath of the Wild et Tears of the Kingdom.

### Zelda
Princesse hylienne, elle est la fille du roi d’Hyrule et l’héritière du royaume. Elle incarne l'avenir du royaume menacé par Ganon, qui cherche à lui nuire. Son apparence évolue au fil des épisodes (comme sa couleur d'yeux, souvent bleue), avec des cheveux successivement bruns, roux puis blonds, toutefois sa robe reste rose (hormis dans Twilight Princess, où elle est plutôt lavande, et dans Breath of the Wild où sa tunique est bleu clair). Tout comme Link, Zelda n’est pas toujours la même, puisqu'elle devient à chaque fois une de ses propres descendantes et donc l’héritière de la couronne.
Les campagnes marketing ont souvent joué sur la relation entre Link et Zelda, cependant, les développeurs ont déclarés que c'était à chaque joueur de déterminer la nature de leur relation. Elle apparaît dans la série en tant qu’enfant ou jeune femme. Elle incarne à la fois la douceur et le souci du bon gouvernement. Elle prend une part de plus en plus active au fil des épisodes, notamment dans Spirit Tracks, The Wind Waker et même dans Twilight Princess où elle participe au combat contre Ganon. Elle  est même la principale protagoniste de Echoes of Wisdom. C'est également elle qui détient la Triforce de la Sagesse.
Dans Link's Awakening, la jeune fille prénommée Marine ressemble tellement à Zelda que Link les confond.
Dans The Wind Waker et Phantom Hourglass, elle apparaît en tant que Tetra, la chef d’un groupe de pirates.
Dans Skyward Sword, on apprend que Zelda (qui est dans ce jeu la première Zelda) est en fait la réincarnation de la déesse Hylia, expliquant ainsi le nom de la série.

### Ganondorf
Il est un des hommes Gerudos qui naissent tous les cent ans. De son nom complet Ganondorf Dragmire, il est plus connu sous le nom de Mandrag Ganon – ce qui signifie « Ganon des voleurs enchantés » d’après le livret inclus dans la boîte de A Link to the Past. Il apparaît dans tous les épisodes de Zelda, excepté Majora's Mask, The Minish Cap, Four Swords et Triforce Heroes. Dans Skyward Sword, on peut le deviner sous les traits de l'Avatar du Néant qui serait alors sa première incarnation. Il utilise généralement son fragment de Triforce pour tenter de réaliser ses désirs. Afin de parvenir à ses fins, il enlève plusieurs fois la princesse Zelda pour l'empêcher d’exercer son pouvoir sur le royaume d’Hyrule. Il est associé à la Triforce de la Force.
Il apparaît parfois sous une autre forme et change de nom pour prendre celui de Ganon. Sous cette forme, il ressemble à un sanglier, parfois bipède, ou encore à une araignée (A Link to the Past, Oracle of Ages/Seasons, Ocarina of Time, Twilight Princess , Breath of the Wild)  Cette forme est sa forme démoniaque ou animale, tandis que Ganondorf est sa forme humaine. Il apparaît aussi dans Link's Awakening, où il est une des phases du boss final.
Ganon ou Ganondorf apparaissent parfois sous d’autres formes. En effet, dans The Wind Waker, Ganon crée Alter-Ganon, une marionnette géante à l’effigie de Ganon. Il crée aussi dans différents épisodes des fantômes de lui-même comme Ganon Spectral. Dans Twilight Princess, il possède aussi Zelda et de ce fait Link est forcé de la combattre. Dans Tears of the Kingdom, il crée une marionnette à l'effigie de Zelda pour tromper les habitants du royaume afin d'arriver à ses fins.

## Personnages secondaires

### A

#### Agahnim
Apparaît dans : A Link to the Past
Agahnim est un puissant sorcier qui veut mettre la main sur la Triforce dans A Link to the Past. En réalité, il s’agit de l’alter ego de Ganon.
L’histoire du jeu raconte qu’il se fait passer pour un conseiller du roi et il lui promet de trouver un moyen d'arrêter le désastre. Bien évidemment, il a déjà conçu ses plans à l’avance, et quand il détient suffisamment de pouvoirs, il emprisonne les sept jeunes filles descendantes des sept sages d'Hyrule dans des cristaux (chacun étant la récompense d’un donjon dans la seconde partie de la quête principale), dont la Princesse Zelda, afin d'utiliser leur puissance de sage pour ouvrir un passage entre le monde de la lumière et le monde des ténèbres, et ainsi conquérir le monde de la lumière. Ensuite, il se transforme en Ganon, son alter ego dans le Monde des Ténèbres. Là encore, il est vaincu par Link en haut de la pyramide du Monde des Ténèbres. Agahnim est finalement vaincu par Link au sommet de la tour d’Hyrule. Il porte l'emblème sheikah sur son torse.
Agahnim fait une rapide apparition dans Link's Awakening, comme l’une des six ombres à combattre à la fin du jeu.

#### Anju
Pour les articles homonymes, voir Anju.
Apparaît dans : Ocarina of Time, Majora's Mask, The Minish Cap
Dans Ocarina of Time, elle est la fille qui élève des cocottes du village Cocorico, bien qu'allergique à ces dernières. Dans Majora's Mask, elle travaille à l'Auberge de Bourg-Clocher et est au cœur d'une des principales quêtes secondaires.

#### Le vénérable arbre Mojo
Apparaît dans : Ocarina of Time, The Wind Waker, Oracle of Ages, Oracle of Seasons, Breath of the Wild, Tears of the Kingdom
Dans Ocarina of Time, il tient un rôle de gardien spirituel des Kokiris. Il protège la pierre ancestrale de la forêt : l'émeraude Kokiri. Dans cet opus, il est aussi appelé le « grand arbre Mojo ».
Dans The Wind Waker, il vit sur l’île aux forêts avec les Korogus, les descendants des Kokiris. Il offre alors la feuille Mojo à Link, qui permet à ce dernier de planer quelques instants.
Dans les jeux Oracle of Ages et Oracle of Seasons, il figure sous le nom d’arbre Bojo.
L'arbre Mojo meurt dans Ocarina of Time et donne naissance à un bourgeon Mojo, qui va donner très certainement sa forme une fois adulte à l'arbre Mojo de The Wind Waker.
Dans Breath of the Wild et Tears of the Kingdom, il est caché au plus profond de la forêt Kokiri, désormais nommée forêt Korogu. Il garde précieusement l'épée de Légende que Zelda lui a confiée cent ans auparavant dans Breath of the Wild, mais est malade et contaminé par l'un des fantômes de Ganon dans Tears of the Kingdom, rappelant la façon dont il avait été infecté dans Ocarina of Time. Cependant, contrairement à dans cet opus, il ne meurt pas.

#### Asarim
Apparaît dans : The Legend of Zelda: Breath of the Wild
Asarim est un membre du peuple Piaf. Il erre un peu partout dans Hyrule en chantant des poèmes avec son accordéon. Ces chants peuvent être utile à Link, car il se composent d'une petite énigme, qui une fois résolue, indique l'emplacement d'un sanctuaire sur la carte.
Astor
Apparait dans : Hyrule Warriors : L'Ère du Fléau
Astor est un puissant sorcier qui a pour but de ressusciter Le Fléau Ganon. Pour cela il s'allie au gang des Yigas qui partage ce but. Astor trahit alors les Yigas en sacrifiant leurs soldats afin de ressusciter Le Fléau Ganon. Il tente aussi en vain de tuer le Grand Kogha et son adjoint Suppa.

### B

#### Baba
Apparaît dans : Twilight Princess
Baba fait partie de la race des Célestiens. Link peut la trouver dans tous les donjons du jeu, avec son fils Baba Jr. qui lui permettent de se téléporter hors du donjon et d'y revenir plus tard.

#### Bagu
Apparaît dans : The Adventure of Link
Bagu est un personnage qui vit seul dans les bois à proximité du village de Saria. Il remet une lettre à Link qu’il doit remettre au chevalier du village afin de pouvoir traverser la rivière.

#### Babil
Apparaît dans : Breath of the Wild , Tears of the Kingdom
Babil est le fils de Teba et Dézelle (donc un des descendants de Revali) Il apparait dans Breath of the Wild en tant que PNJ pas très important. 
Il revient dans Tears of the Kingdom et affronte Glagayla avec l'aide de Link, sauvant le temple du Vent et le village Piaf. Il devient Sage du Vent en obtenant une pierre occulte, et aidera Link dans sa quête, ainis que lors du combat final contre Ganondorf.

#### Bicelle
Apparaît dans : Spirit Tracks
Bicelle est la Locomo qui veille sur les sceaux de la tour des dieux. La Flûte de la Terre lui appartient avant qu'elle ne la cède à Tetra (l'ascendante de Zelda dans Spirit Tracks).

#### Biggoron
Apparaît dans : Ocarina of Time, Minish Cap, Phantom Hourglass, Oracle of Seasons
Biggoron est le plus grand de tous les Gorons. Il apparaît dans Ocarina of Time, et vit au sommet de la Montagne de la Mort. Il est également le légendaire forgeron des Gorons, et c’est grâce à lui que l’on obtient « l’Épée Biggoron », une épée tellement lourde que l’on est obligé de la tenir à deux mains. Elle a une force d’impact plus puissante que la Master Sword mais on ne peut pas utiliser le bouclier lorsqu'elle est équipée. Dans The Minish Cap, c’est un goron titanesque qui dort au sommet de la montagne de la Mort. Il ne se réveille que lorsque la quête des gorons est complétée. Dès lors, on peut lui donner à manger un Bouclier, qu’il rend plus tard sous forme de Bouclier Miroir. Dans Phantom Hourglass, c’est le chef de la tribu Goron, le père de Ptigoron. Il est très grand et possède une barbe brune. Dans Oracle of Seasons c'est un Goron qui vit près de la montagne goron (il ne peut pas y entrer parce qu'il est trop grand). Il fait partie de la suite des échanges pour obtenir l'épée niveau 2.

#### Les Bombers
Apparaissent dans : Majora's Mask
Les Bombers sont une bande d'enfants de Bourg-Clocher dans Majora's Mask, dont le but est d'aider les habitants de Termina. Emmenés par leur chef Jim - qui ressemble au garçon déambulant dans le cimetière de Cocorico dans Ocarina of Time - ils étaient autrefois amis avec Skull Kid, avant que celui-ci ne tourne mal. Décidés à ne plus accepter que des humains dans leurs rangs, ils acceptent d'y intégrer Link s'il peut tous les retrouver avant la nuit tombée. Une fois tous retrouvés, ils lui confieront le Journal des Bombers, journal servant d'agenda pour la complétion des quêtes annexes, ainsi que le code permettant d'accéder à leur quartier général et à l'Observatoire. Plus jeune, Kaféi faisait également partie des Bombers.

### C

#### Chats
Apparaissent dans : Oracle of Seasons, The Minish Cap, The Legend of Zelda: Twilight Princess
Animaux récurrents de la série, leur importance varie selon les épisodes, pouvant soit donner lieu à des quêtes annexes, soit être un élément clé de la quête principale.

#### Ciela
Apparaît dans : Phantom Hourglass
Ciela est au départ une fée vivant sur l’île Melka avec Siwan. Elle est gentille, courageuse et même plutôt téméraire. Elle a malheureusement perdu la mémoire. Après que Link lui expose la raison de sa quête, Ciela décide de l’aider. Initialement de couleur rose clair, Ciela finit par découvrir qu’elle est en réalité l’esprit du courage et du temps et devient jaune. Elle retrouve l’intégralité de ses pouvoirs (arrêter le temps) et de sa mémoire après la (semi) victoire de Link contre Bellum. À la fin du jeu, elle repart avec le roi des mers après d’émouvants adieux avec Link. Tout comme Navi et Taya (dans Ocarina of Time et Majora's Mask), elle a l’apparence d’une petite boule lumineuse ailée.

#### Cocottes
Apparaissent dans : A Link to the Past, Link's Awakening, Ocarina of Time, Majora's Mask, Oracles of Ages, Oracle of Seasons, Four Swords Adventures, The Minish Cap, Twilight Princess, The Wind Waker, Phantom Hourglass, Spirit Tracks, A Link Between Worlds, Tri Force Heroes, Breath of the Wild, Hyrule Warriors, Tears of the Kingdom
Les cocottes sont des poules qui apparaissent assez souvent dans la série. En les portant, Link peut s'en servir pour planer, afin de récupérer des objets ou rubis sur des plateformes inaccessibles. Si Link frappe trop souvent une cocotte avec son épée, cette dernière s’énerve et appelle d'autres cocottes en renfort, qui vont s'acharner sur lui de manière très violente. Cependant, dans Twilight Princess, frapper une cocotte à répétition permet de se transformer en cette dernière pour quelques secondes.
Une cocotte géante est jouable dans un mode de jeu spécial dans Hyrule Warriors.

#### Colin
Apparaît dans : Twilight Princess
Colin est l'un des enfants du village de Toal, avec Anaïs et les frères Fenir et Balder. Il est le fils aîné de Moï et de Ute. Quelque peu mis à l'écart par les autres enfants du village, il apparaît être un enfant fort timide, bien que très aimable.
Comme Fenir, Balder, Anaïs et Iria, il se fait capturer par les bulblins à proximité du village. Ils finissent tous, à l'exception d'Iria, par trouver refuge au village Cocorico où ils sont recueillis par le père Reynald.
Son désir le plus cher est de devenir aussi fort et courageux que Link qu'il affectionne particulièrement. Finalement, il fait preuve de bravoure en se laissant volontairement capturer par le chef bulblin à la place d'Anaïs pour la sauver. Après la victoire de Link sur Ganon, il porte une épée et un bouclier en bois sur le dos.

#### Crahmé
Apparaît dans : Twilight Princess
Crahmé est le marchand de bombes dans Twilight Princess. Il vit au village Cocorico. Les bombes qu’il met en vente sont très pratiques pour Link, comme les Hydro-bombes qui peuvent être lancées sous l’eau, ou encore les bombes simples pouvant être combinées à son arc. Il met également en vente des Bombinsectes qui foncent tout droit après avoir été lancées et qui explosent au contact d'un objet.

#### Cya
Apparaît dans : Hyrule Warriors
À la base, Cya et Lana étaient une seule et même personne connue sous le nom de Gardienne du Temps. Mais Ganon manipule la Gardienne et elle se transforme en deux personnes différentes, Lana qui représente le bon côté, et Cya le mauvais côté.
Toujours possédée par Ganon, Cya (qui possède un fragment de la Triforce de la force) décide de monter une armée de monstres, afin de récupérer les fragments de la Triforce qui lui manquent, celui du courage et celui de la sagesse (possédés respectivement par Link et Zelda). Elle se rend donc au volcan d'Ordinn afin de recruter un Chevalier dragon du nom de Volga. Dans ce même volcan, elle découvre une bague, et ainsi serait née Iscerro. Mais ce dernier la trahit. Cya réussit tout de même à vaincre Iscerro, ainsi que Volga, et elle les soumet grâce au pouvoir des ténèbres. Tous deux se mettent alors au service de Cya. Par la suite, Cya récupère les deux fragments de la Triforce, et décide de fusionner les mondes d'Ocarina of Time, Twilight Princess et Skyward Sword (ce qui a pour effet de libérer 3 des 4 cristaux dans lesquels est scellée l'âme de Ganon). Elle recrute alors Xanto et Ghirahim, mais ces derniers seront vaincus par Link et ses amis. Plus tard, Link retire l'Épée de légende de son socle, ce qui libère le dernier cristal de Ganon, permettant à celui-ci de revenir à la vie. Il combat alors Cya pour récupérer la Triforce de la force, mais il est repoussé par Cya et Lana. Cette dernière essaie de convaincre Cya d'arrêter tout ça, mais elle n'en fait qu'à sa tête. Alors, les héros lancent une ultime attaque sur Cya, qui est finalement vaincue. Avant de disparaître, Cya donne la Triforce de la force à Lana.
Plus tard dans le scénario, on apprend que Cya est toujours en vie et qu'un être maléfique lui a volé sa magie et scellé son âme. Lana et les autres se rendent donc au palais de l'esprit et elle fait revenir Cya à la vie. Cette dernière leur explique que le responsable de cette situation est le Fantôme de Ganon et qu'il a créé une Cya noire. Les héros arrivent finalement à détruire la Cya noire, ainsi que le Fantôme de Ganon. Pour finir, Cya et Lana font leurs adieux à Zelda et Link, et elles partent afin de reprendre leur rôle de Gardiennes du Temps.
À la suite d'une mise à jour, Cya devient un personnage jouable.

#### Cyclos
Apparaît dans : The Wind Waker
Cyclos est le frère de Zephos et est de couleur rose. Il est le dieu des tornades. Zephos demande de l’aide à Link car son frère va mal. Link réussit à aider Cyclos et en échange celui-ci apprend à Link le Requiem de la Tornade, qui permet de se téléporter à différents endroits de l’océan grâce à des tornades.

### D

#### Daphnes Nohansen HyruleIII
Apparaît dans : The Wind Waker, Hyrule Warriors
Daphnes Nohansen Hyrule III est le roi d’Hyrule dans le jeu vidéo The Wind Waker. C’est le dernier roi d’Hyrule avant que le royaume ne disparaisse sous les flots. Il guide Link pour que celui-ci retrouve l’Épée de légende, mais n’est à ce moment qu’un souvenir du royaume à jamais disparu d'Hyrule.
Dans The Wind Waker, il apparaît incarné dans le Lion Rouge, l’embarcation du héros Link. On le voit sous sa forme humaine uniquement pendant les cinématiques du jeu. De toute évidence, à en juger par sa capacité à apparaître et disparaître n’importe où, il s’agit d’un fantôme (à l’instar de Laruto et Fado) englouti avec son royaume depuis mille ans, ce qui peut être corroboré par le regard vide du Lion Rouge à la fin du jeu. Il décide de rester en Hyrule une fois Ganon terrassé, lorsque la dernière enclave "asséchée" du royaume est définitivement engloutie, laissant Link et Tetra assurer la succession de la famille royale.
Il est également un personnage jouable dans Hyrule Warriors, sous le nom de Roi d'Hyrule.
Il partage une ressemblance physique remarquable avec un personnage (lui aussi roi) du film Le Chat botté (réalisé en 1969) de Kimio Yabuki.

#### Darunia
Apparaît dans : Ocarina of Time, Hyrule Warriors
Chef du peuple Goron et sage du feu, Darunia est un personnage fier et aimé des siens. Link l'aidera à deux reprises, une fois lorsqu'il est enfant afin de se débarrasser des Dondogos, et plus tard, lorsqu'il est adulte pour vaincre Volcania.
Darunia est un personnage jouable dans Hyrule Warriors.
Noter que dans Breath of the Wild, on peut voir Rudania (une créature divine) qui est l'anagramme de Darunia.

#### Daruk
Apparaît dans The Legend of Zelda: Breath of the Wild, Hyrule Warriors : L'Ère du Fléau
Daruk est un guerrier du peuple Goron. Il est puissant, farouche et féroce. Son arme favorite est le brise-montagne qu'il manie avec une grande force. Il fut choisi pour devenir un Prodige, pouvant piloter la créature divine Vah'Rudania. Cependant, Ganon le Fléau prit le contrôle de la créature et tua Daruk lors de sa résurrection (comme les trois autres prodiges et de la même manière pour chacun). Un siècle plus tard, Link peut libérer la créature Vah'Rudania de l'emprise diabolique de Ganon, ce qui permet de faire apparaître le fantôme de Daruk par la même occasion. Ce dernier confia alors à Link son pouvoir de protection, une sorte de dôme orangé qui protège efficacement des blessures en créant un bouclier infranchissable autour de lui.
Un souvenir de la Princesse Zelda montre que Daruk a une phobie des chiens.
Dans Hyrule Warriors : L'Ère du Fléau, Daruk est jouable.

#### Les trois déesses
Les trois déesses d’Hyrule sont : Din, la déesse de la Force, du Pouvoir et des Saisons, Nayru, la déesse de la Sagesse et du Temps et Farore, la Déesse du Courage. Selon la légende, Din par ses bras de feu créa la terre rouge, Nayru créa l'ordre et la loi, Farore créa la vie et la nature.
Dans Skyward Sword, on apprend l’existence d'une nouvelle déesse, Hylia, la déesse du ciel, réincarnée en Zelda.
Dans The Minish Cap, les trois déesses sont présentes sous forme humaine à un certain moment du jeu, chacune cherchant une maison.

#### Les trois dragons
Apparaissent dans : Skyward Sword
Ils portent les mêmes noms que les esprits de la lumière de Twilight Princess (sauf Latouane qui n'apparaît pas dans le jeu).
- Firone est la gardienne de la forêt de Firone et se fait appeler le dragon d'eau. Blessée par Ghirahim, Link lui apporte de l'eau sacrée, en échange de quoi la dragonne lui donne l'accès au temple de la flamme de Farore.
- Ordinn est le gardien du volcan d'Ordinn et se fait appeler le dragon de feu. Lorsque Link descend au volcan pour quérir une des mélodies du Chant du Héros, le volcan entre en éruption du fait de la force du dragon. Link est alors capturé par des monstres et ses objets lui sont confisqués. Il devra les récupérer discrètement sans se faire repérer.
- Lanelle est le gardien du désert de Lanelle et se fait appeler le dragon de foudre. Link le trouve souffrant et lui apporte le fruit de l'arbre de vie qui peut guérir toutes les maladies. En remerciement, le dragon lui propose de revivre ses combats passés pour obtenir le bouclier d'Hylia. C'est lui qui a fabriqué les robots que Link croise en traversant les terres de Lanelle.

#### Dumoria
Apparaît dans : The Wind Waker
Dumoria, petit être du peuple Korogu, devient le sage du temple du vent. Link doit le sauver dans les Bois Défendus.

### E

#### Epona
Apparaît dans : Ocarina of Time, Majora's Mask, Four Swords Adventures, Twilight Princess, Hyrule Warriors, Breath of the Wild
Epona (エポナ), la jument de Link, est immédiatement identifiable grâce à sa robe alezan crins lavés (pelage brun-roux et crins blancs). Dans Ocarina of Time, Epona naît et est élevée au Ranch Lon Lon par Malon, la fille de Talon, le premier gérant du ranch. Quand le ranch est sous la direction du cruel Ingo, Link parvient à sauver Epona alors qu’elle est promise au maléfique Ganon en la gagnant lors d’une course. Dans Majora's Mask, Epona est enlevée par Skull Kid, avant d’être retrouvée par Link au Ranch Romani. Epona effectue également une brève apparition dans The Minish Cap, sans cependant faire office de moyen de transport comme dans les autres jeux (il est toutefois possible de comparer des Fragments de Bonheur avec elle). Epona apparaît aussi dans Four Swords Adventures principalement dans un niveau où Link peut l’obtenir après avoir sauvé Malon, bien que les quatre Link disposent de quatre chevaux respectifs. Dans Twilight Princess, Epona peut, à l’instar de Link dans les autres épisodes de la série, être renommée à la convenance du joueur dès le début du jeu. La jument joue dans ce jeu un rôle plus important que précédemment : elle apparaît plus forte, elle galope plus vite, et est plus nerveuse. Link peut aussi lui parler lorsqu’il prend sa forme de loup : le dialogue est limité mais on peut voir qu’elle tient à son maître. Dans la série des Oracles, on la voit dans la cinématique d'entrée bien qu'elle ne soit pas dans le jeu (ce qui est logique étant donné qu'elle n'est pas téléportée avec Link en Holodrum ou Labrynna).
Link peut se servir d'Epona comme "arme" dans Hyrule Warriors.
Yoshiaki Koizumi, coréalisateur d'Ocarina of Time, trouve l'idée de chevaucher un cheval en travaillant sur Super Mario 64, mais l'abandonne par manque de temps, pensant pouvoir l'inclure dans Ocarina of Time. Appelée d'abord Ao (un nom japonais courant pour les chevaux[réf. souhaitée]), Koizumi baptise la jument nouvellement créée Epona, en référence à la déesse celte du même nom.

#### Error
Apparaît dans : The Adventure of Link
Personnage de Zelda II, Error a été rendu populaire par la citation « I am Error », dont le caractère absurde a dérouté nombre de joueurs (« I am error » pouvant être traduit par « Je suis une erreur »). Il s’avère, au fil des discussions avec les autres PNJ, qu’Error est bel et bien le nom du personnage s’exprimant ainsi, ce qui explicite le sens de la phrase qu’il faut donc traduire par « Je suis Error », et non « Je suis une erreur ». L’indice est fourni par une autre phrase extraite du jeu, « Ask Error of Ruto about the palace » (« Interrogez Error de la ville de Ruto au sujet du palais »), qui, une fois « prononcée » par un autre personnage, modifie le dialogue d’Error en « South of king's tomb in Mido is a tunnel » (« Il y a un tunnel au sud de la tombe des rois au village de Mido »). Le nom Error est par ailleurs une traduction exacte du terme employé dans la version japonaise (エラー).

#### Les quatre esprits de lumière
Apparaissent dans : Twilight Princess
- Firone : esprit de lumière de la région de Firone (forêt de Firone, bois perdus, sanctuaire de la forêt), il ressemble à un singe. Il tire son nom de la déesse du courage Farore, plus facilement reconnaissable dans son nom anglais "Faron".
- Latouane : esprit ressemblant à une chèvre (il tire son nom du village de Toal).
- Ordinn : esprit ressemblant à un oiseau, il veille sur la région d’Ordinn (plaines, village oublié, village Cocorico, volcan d'Ordinn, montagne de la Mort). Il tire son nom de la déesse de la force Din, plus facilement reconnaissable dans son nom anglais "Eldin".
- Lanelle : esprit ressemblant à un serpent, il veille sur la région de Lanelle (citadelle d'Hyrule, château d'Hyrule, lac Hylia, désert de Lanelle, rivière et domaine Zora). Il tire son nom de la déesse de la sagesse Nayru, plus facilement reconnaissable dans son nom anglais "Lanayru".

#### Exelo
Apparaît dans : The Minish Cap
Exelo est un sage Minish, transformé en chapeau par Vaati, son élève dans The Minish Cap.
Au début de l’aventure, le héros Link le sauve des attaques d’Octorocks. À partir de cet instant et pour lui montrer sa reconnaissance, il va se fixer sur sa tête et ne plus le quitter de toute l’aventure, offrant à son porteur la faculté de rétrécir jusqu'à être aussi petit qu’un Minish ou de revenir à sa taille humaine, en passant sur une entrée Minish.
Vaati vaincu, Exelo reprend sa forme Minish (de taille humaine) et offre à Link son mythique bonnet vert, connu de tout le monde. Après quoi, il rentre dans son monde.

### F

#### Fenir
Apparaît dans : Twilight Princess
Fenir habite au village de Toal avec son frère Balder et ses parents qui tiennent un moulin. Il est ami avec Colin et Anaïs, deux autres enfants du village. Link leur montre comment se servir d’un lance-pierre puis d’une épée. À l’époque, c’est un garçon prétentieux, méchant et un peu idiot. Il court à la poursuite d’un singe avec Anaïs et Balder, mais il distance les deux autres et est enfermé dans une cage avec le singe par les monstres de la forêt de Firone. Link les sauve tous les deux par la suite. Il empêche Colin d’aller à la source de Toal, et Link lui prête son épée de bois pour lui permettre de passer.
Fenir se fait capturer par les bulblins en même temps que Colin, Balder, Anaïs et Iria, une jeune fille du village. Lui, son frère, Anaïs et Colin sont recueillis par le père Reynald au village Cocorico. Quand le chef bulblin arrive à Cocorico, Fenir fuit, contrairement à Anaïs, que Colin sauve en se faisant enlever à sa place. Après cet événement, il change de conduite et devient un garçon sage et sympathique. Il fait le guet du haut d’une colline afin de prévenir les autres en cas de danger.
Quand Link l'emporte sur Ganon, Fenir retourne au village de Toal avec ses trois amis et Iria, que Link a sauvée.

#### Fay
Apparaît dans Skyward Sword, Hyrule Warriors
Fay est le personnage qui accompagne Link durant son aventure. Esprit de l’Épée de Légende, elle est capable d'indiquer à Link des informations sur n'importe quel ennemi ou personnage et donne des informations sur diverses situations du jeu. Elle possède un système de détection perfectionné qui aide à retrouver n'importe quel objet. Recupix, le Robot ancien réparé dans la trame principale semble être amoureux d'elle au point de se soumettre à son bon vouloir, alors qu'il insulte Link.
Fay est un personnage jouable dans Hyrule Warriors.

#### Faras
Apparaît dans Breath of the Wild, Hyrule Warriors : L'Ère du Fléau, Tears of the Kingdom
Faras est un scientifique sheikah spécialisé dans l'étude des gardiens, machines antiques autonomes conçus par les anciens sheikahs. Il est, avec Pru'ha, un des cerveaux qui ont assisté l'armée d'Hyrule pendant la guerre contre le Fléau. Après la défaite de l'armée d'Hyrule, il a installé son laboratoire dans la région d'Akkala, où il poursuivra ses recherches.
Dans Breath of the Wild, Link est amené à rencontrer Faras sur la recommandation de Pru'ha, une autre scientifique sheikah. Après quelques services rendus, Faras révèle à Link qu'il a conçu un ensemble d'armes et d'équipement efficaces contre les gardiens (alors sous le contrôle de Ganon), afin de l'aider dans sa quête.
Faras a l'apparence d'un vieil homme un peu grincheux, mais il s'exprime comme une personne jeune et a tendance à prendre des poses déjantées (en jeu, un fond de guitare électrique est joué lorsque cela se produit).
Il est un personnage jouable dans L'Ère du Fléau.
Dans Tears of the Kingdom, c'est lui qui améliora la "Tablette Pru'ha" de Link, en y ajoutant de nouvelles fonctionnalités.

### G

#### Ghirahim
Apparaît dans : Skyward Sword, Hyrule Warriors
Ghirahim est l'antagoniste principal de Skyward Sword, disciple de l'Avatar du Néant. Il est l'esprit de son épée, au même titre que Fay est celui de Link. Il veut faire revenir son maître à la vie, et ne peut le faire que s'il est en possession de Zelda, elle-même réincarnation de la déesse Hylia dans cet opus.
Pouvoirs
Ghirahim possède des pouvoirs immenses, et affiche une connaissance approfondie de la magie et des rituels. Il est capable de
- conjurer des objets hors de l'air,
- animer les choses en des êtres autonomes,
- se téléporter,
- utiliser la télékinésie,
- appeler des monstres,
- contrôler le temps,
- conjurer une tornade géante,
- sentir la présence des gens,
- lever des barrières d'énergie, et ainsi de suite.

Dans la bataille, il peut créer des poignards en forme de losange qui flottent en formation autour de lui, servant de barrière défensive, et les jeter vers ses ennemis quand il claque des doigts. Il peut également envoyer des piliers d'énergie s'écraser sur le sol et infuser ses mains avec de l'énergie violette pour augmenter la puissance de ses coups ou bloquer des coups d'épée.
Il est jouable dans Hyrule Warriors.

#### Les grandes fées
Apparaissent dans : The Minish Cap, The Wind Waker, A Link to the Past, Ocarina of Time, Majora's Mask, Twilight Princess, Breath of the Wild, Hyrule Warriors, Hyrule Warriors : L'Ère du Fléau
Les grandes fées aident Link dans différentes aventures, en lui donnant souvent de nouveaux pouvoirs, ou bien en augmentant la capacité de son carquois, de sa bourse ou de son sac de bombes. Dans Twilight Princess, il n’y en a qu’une, et elle garde la caverne de l’Ordalie, dans le désert Gerudo.
Dans Ocarina of Time, elles apparaissent lorsque Link joue la berceuse de Zelda dans certaines grottes. Elles donnent trois pouvoirs, puis restaurent la magie et les cœurs.
Dans Breath of The Wild, les grandes fées peuvent améliorer les armures et les vêtements de Link en échange de matériaux, elles vivent dans des fontaines en forme de fleurs et sont au nombre de quatre (il y en a cependant une cinquième du nom de Marlon -en référence à Malon dans Ocarina of Time- qui n'améliore pas les armures mais ressuscite les chevaux.). À partir du niveau deux d'un set d'armure complet, les grandes fées attribuent des capacités aux vêtements (comme ne pas glisser quand il pleut ou résister à la foudre). La première se trouve au Sud-Ouest du désert Gerudo, la seconde près de la tour d'Hébra, non loin du village Piaf; la troisième se trouve sur une falaise en surplomb du village d'Akkala, et enfin la dernière se situe dans la forêt au Nord-Est du village de Cocorico dans une forêt.
Dans Hyrule Warriors, Link peux se servir d'une Grande Fée comme "arme", et dans Hyrule Warriors : L'Ère du Fléau, ce sont des personnages jouable (il s'agit en réalité des quatre Grande Fée de Breath of the Wild, réuni en seul et même personnage).

#### Guide Miz'Kyosia
Apparaît dans : Breath of the Wild, Hyrule Warriors : L'Ère du Fléau
Miz'Kyosia sert de guide à Link dans le DLC L'Ode aux Prodiges de Breath of the Wild.
Il est également un personnage jouable dans Hyrule Warriors : L'Ère du Fléau.

### I

#### Igor le fossoyeur
Apparaît dans : Ocarina of Time, Majora's Mask, The Minish Cap, Four Swords Adventures
Bien qu’il fasse un peu peur au premier abord, Igor le fossoyeur est un homme bon. Il recherche son ami sans cesse, et il se montre très aimable avec Link à chacune de leurs rencontres aussi bien à Hyrule qu’à Termina. Il travaille au cimetière. Dans Majora's Mask, Igor a particulièrement peur des fantômes et squelettes vivants du cimetière Ikana où il vit, ce qui ne l’empêche pas de piller la tombe de la famille royale Ikana. Dans The Minish Cap, c’est le fossoyeur du cimetière. Il détient la clé qui permet d’accéder au tombeau du Roi Perdu. Dans Ocarina of Time, quand Link est enfant, il propose un petit mini-jeu pour lui permettre de gagner un quart de cœur. Quand Link est adulte, il apprend qu'Igor est mort, mais le rencontre en tant que fantôme. Celui-ci fait une course contre lui et lui donne le grappin (Link gagne le grappin même s'il perd contre Igor).

#### Impa
Apparaît dans : The Legend of Zelda, The Adventure of Link, Ocarina of Time, Oracle of Ages, Oracle of Seasons, Twilight Princess, Skyward Sword, A Link Between Worlds, Hyrule Warriors, Breath of the Wild, Hyrule Warriors : L'Ère du Fléau, Tears of the Kingdom
Impa (インパ, Inpa) est la nourrice de Zelda, elle apparaît dans la série The Legend of Zelda, en particulier dans Ocarina of Time. Elle est tantôt représentée comme une mère poule légèrement obèse, tantôt comme une vieille femme âgée, ou bien encore comme une farouche et fine guerrière Sheikah.
C’est une Sheikah, elle protège la princesse et lui apprend les rudiments de la culture Sheikah. Zelda se déguise en Sheik (son double Sheikah) pour échapper à Ganon dans Ocarina of Time et pour tromper ses adversaires dans les Super Smash Bros. ou elle apparaît (jusqu'à l'épisode Brawl). On apprendra plus tard qu'elle est une des sept sages.
Dans The Wind Waker, on peut voir Impa sur un des vitraux de la salle où se trouve le piédestal de la Master Sword.
Dans Twilight Princess, elle est la dernière habitante du Village Oublié, et possède les anciens écrits célestiens et les donne à Link lorsqu'il lui montre le Bâton Anima.
Elle est également présente dans Skyward Sword, où elle est une envoyée de la déesse chargée de la protection de la réincarnation de la déesse : Zelda.
Dans Breath of the Wild, elle est au village de Cocorico et aide grandement Link dans sa quête.
Impa est un personnage jouable dans Hyrule Warriors (avec une apparence similaire à celle de Skyward Sword), ainsi que dans Hyrule Warriors : L'Ère du Fléau, où elle apparaît dans une version plus jeune que son apparence de Breath of the Wild.
Dans Tears of the Kingdom, elle découvre de mystérieux dessins sur le sol d'Hyrule, qu'elle nomme "Géoglyphes". Chaque Géoglyphes contient une larme de dragon, qui est enfait un souvenir de la princesse Zelda.

#### Les Indigo-Gos
Apparaissent dans : Majora's Mask
Les Indigo-Gos sont un groupe musical composé de cinq Zoras :
- Mikau, le guitariste, décède sur la Plage de la Grande Baie, sous les yeux de Link, après avoir tenté de récupérer les œufs de Lulu, volés par les pirates Gerudo.
- Lulu, la chanteuse actuelle et fille de l’ancienne chanteuse Lulu, est la transposition dans Termina de la Princesse Ruto adulte (une des 7 sages dans Ocarina of Time).
- Evan, le pianiste et principal compositeur du groupe, entretient une relation avec Lulu.
- Japas, le bassiste, toujours prêt pour un 'bœuf' avec Mikau.
- Tijo, le batteur.
- Toto, le manager du groupe, se rend à Bourg-Clocher afin de promouvoir son groupe pour le Carnaval. Il passe deux soirées au Milk-Bar.

Le groupe répète au Théâtre de la Grande Baie, jusqu’à ce que Lulu perde sa voix à la suite du vol de ses œufs par les pirates Gerudo. Elle retrouve sa voix lorsque Link lui joue la Bossa Nova des Flots, après avoir soulagé l’âme de Mikau et récupéré les œufs volés.
Le groupe est invité à se produire lors du Carnaval de Bourg-Clocher. Cela est illustré lors du générique final.

#### Ingo
Apparaît dans : Ocarina of Time, Oracle of seasons, Freshly-Picked Tingle's Rosy Rupeeland
Ingo travaille au Ranch Lon Lon, pour le compte de Talon, aux côtés de Malon.
Personnage fourbe et fainéant, il n'hésite pas à expulser Talon du ranch quand Ganon est au pouvoir.
Son physique rappelle celui de Luigi, tandis que Talon ressemble fortement à Mario.
plus d'informations ici

#### Iscerro
Apparaît dans : Hyrule Warriors
Cya trouve une bague dans le volcan d'Ordinn, ce qui a pour effet de créer un mage du nom d'Iscerro. Elle lui demande alors de l'aider à combattre Volga. Mais ne pensant qu'à lui-même, Iscerro trahit Cya. Elle arrive tout de même à le vaincre, et le soumet grâce au pouvoir des ténèbres. Lui et Volga attaquent alors le château d'Hyrule. Iscerro invoque le Roi Dodongo et prend la fuite. Par la suite, les héros le retrouvent dans la forêt, où il invoque un nouveau monstre, Gohma. Tout de même vaincu, il prend de nouveau la fuite. Lors de la fusion des mondes, il se rend dans celui d'Ocarina of Time et prend l'apparence de Zelda, mais il est démasqué par le miroir de vérité. Pour finir, le groupe combat Iscerro au temple de l'épée sacré, où il prend la forme de Lana cette fois-ci. Mais Link parvient tout de même à le vaincre grâce à l'épée de légende, et Iscerro disparaît à jamais.
À la suite d'une mise à jour, Iscerro devient un personnage jouable.

### J

#### Jabu
Apparaît dans : Ocarina of Time, Oracle of Ages, The Wind Waker
Dit aussi Jabu-Jabu, c’est un dieu-poisson propre aux Zoras dans Ocarina of Time. Sa présence est liée à la pierre des Zoras (saphir/eau/Nayru). Dans Ocarina of Time et Oracle of Ages, il fait office de donjon. Dans Wind Waker il donne à Link le pendentif de Nayru qui permet d'ouvrir un accès à la tour des dieux.

### K

#### Kaepora Gaebora
Apparaît dans : Link's Awakening, Ocarina of Time, Oracle of Ages, Oracle of Seasons, Majora's Mask, Four Sword Adventure, Skyward Sword
Kaepora Gaebora. Sous ce nom barbare se cache le hibou qui guide le héros de la Triforce dans ses aventures. Il apparaît pour la première fois dans l’épisode Game Boy Link's Awakening. On apprend dans Ocarina of Time que l’animal est la réincarnation d’un sage, très certainement Rauru, ayant participé à la construction du temple du Temps. On la retrouve par la suite dans le binôme Oracle of Ages/Oracle of Seasons. Kaepora Gaebora sert de guide au joueur. Il incarne un lien entre le scénario du jeu et le gameplay. On le retrouve aussi dans Majora's Mask. Dans cet épisode il faut suivre ses plumes afin de trouver le monocle de vérité, il nous apprend également à nous téléporter grâce au chant de l'envol ; aussi présent dans Ocarina Of Time. Chaque fois que c’est nécessaire, Kaepora Gaebora est même prêt à prendre Link dans ses serres pour l’emmener en lieu sûr. Notons également que le personnage de Gaebora dans Skyward Sword tire son nom du rapace et ressemble familièrement à Rauru; certains théoriciens sur Internet pensent qu'il s'agit d'une réincarnation de Gaebora.

#### Kafei
Apparaît dans : Majora's Mask
Jeune homme vivant à Bourg-Clocher, fils du Maire Dotour et de Madame Aroma, fiancé à Anju, on lui vole son masque de mariage, le masque du Soleil, peu de temps avant son mariage et il est transformé en enfant par #Skull Kid. Ne voulant pas se montrer sous cette forme à sa fiancée, et cherchant à retrouver celui qui a volé son masque, il se réfugie à l'arrière du Bazar. Link peut finalement l'aider à récupérer son masque, retrouver Anju et l'épouser. De leur amour naît le Masque des Amoureux.

#### Kilton
Apparaît dans : Breath of the Wild, Tears of the Kingdom
Kilton est un Hylien petit et chauve qui vout une passion sans failles aux monstres. Dans Breath of the Wild, Kilton vous échange des materiaux de monstres contre une monnaie de son invention : les "Steurms".
Cette monnaie vous permettra de faire affaire avec lui et de lui acheter ses produits dont : des extraits de monstres, des maillets ressorts, des masques de monstres créés par son frère : Koltin, la tenue noire de Dark Link qui permet de courir plus vite la nuit et d'autres objets. Kilton tient son stand dans une caravane décorée "à la monstre"et il n'apparaît que la nuit.
Kilton permet également d'obtenir les médailles de monstres en combattant 40 monstres de chacune de ces espèces : Hinox, Lynel, Lithorock et Moldarckor.
Dans Tears of the Kingdom, Kilton laisse sa place de marchand à Koltin, son frère et consacre le sa quête a organiser un spectacle de monstres au village d'Euzeuro pour apprendre au gens a les connaître.

#### Kimado
Apparaît dans : Spirit Tracks
Kimado se fait passer pour le ministre d'Hyrule, alors qu'il s'agit en fait d'un démon voulant la résurrection de Mallard, le roi démon. Il dupe Traucmahr tout au long du jeu, pour obtenir une puissance supérieure à celle des dieux.

#### Klingle
Apparaît dans : The Wind Waker, The Minish Cap
Klingle est l'un des frères de Tingle. Dans la version GameCube, il n'était pas obligatoire pour compléter la Galerie Tendo. La GameBoy était indispensable pour le faire apparaître. Dans la version Wii U, il devient automatiquement indispensable.

#### Le Grand Kohga
Apparaît dans : Breath of the Wild, Hyrule Warriors : L'Ère du Fléau, Tears of the Kingdom
Le Grand Kogha est le chef du gang des Yigas. Après un combat contre Link, Kohga tombera dans un précipice.
Il est jouable dans Hyrule Warriors : L'Ère du Fléau.
Dans Tears of the Kingdom, on retrouve le Grand Kogha dans les profondeurs. A mainte reprises, il tente de s'emparer du pouvoir "Duplicata" de Link, où il l'affrontera dans des courses de véhicules. Lors de leur dernière recontre, il activera un Golem afin de combattre Link, mais ce dernier finira par le vaincre, et un missile enverra le Grand Kogha vers les cieux.

#### Koume et Kotake
Apparaissent dans : Ocarina of Time, Majora's Mask, Oracle of Ages, Oracle of Seasons
Koume (コウメ, Koume) et Kotake (コタケ), ou les sœurs Twinrova (双生魔術師ツインローバ, Sōseimajutsushi Tsuinrōba, litt. Magiciennes jumelles Twinrova), sont deux vieilles sœurs jumelles sorcières Gerudo. Lors de leur première apparition, dans Ocarina of Time, elles ont 400 ans (même si l’une prétend n’en avoir que 380). Elles apparaissent ensuite à Termina dans Majora's Mask, et ressuscitent Ganon dans la fin spéciale de la série Oracle sur Gameboy Color.
Elles ont en outre la capacité de fusionner pour former une puissante sorcière, Twinrowa et sont décrites dans Ocarina of Time comme étant les "mères spirituelles de Ganon". Elles ont le titre de : "Sorcières Jumelles ou Duo Maléfique".

### L

#### Lana
Apparaît dans : Hyrule Warriors
Initialement, Cya et Lana sont une seule et même personne connue sous le nom de Gardienne du Temps. Mais Ganon manipule la Gardienne et elle se transforme en deux personnes différentes, Lana qui représente le bon côté, et Cya le mauvais côté.
Link, Impa et Sheik font la rencontre de Lana dans la forêt, et lui disent que la princesse Zelda a disparu. Elle décide donc d'accompagner les héros dans leur quête. Par la suite, lors de la fusion des mondes, Lana se rend dans celui de Twilight Princess. Là-bas, elle rencontre Machaon et l'aide à combattre Midona. Une fois vaincue, Midona lui dit qu'elle est à la recherche d'une sorcière du nom de Cya. Lana lui dit alors qu'elle aussi la cherche. Plus tard, lorsque les héros ont vaincu Cya, Lana retrouve la Triforce de la force, vite dérobée par Ganon. Lana, Link, Zelda et les autres combattent alors Ganon et ils réussissent à le vaincre. Une fois la bataille finale terminée, elle dit à Link et Zelda de remettre l'épée de légende à sa place, et elle fait ses adieux.
Pendant l'arc de The Wind Waker, Lana est à la recherche de Cya, qui n'a pas totalement disparu lors de sa défaite. Le Fantôme de Ganon lui vole la Triforce de la force, et elle se rend alors au désert Gérudo afin de peut-être retrouver Cya. Elle fait la rencontre de Tetra, et ensemble elles se débarrassent du Roi Cuirasse. Elles rencontrent ensuite Daphnes Nohansen Hyrule III qui leur dit que Cya est scellée au palais de l'esprit. Le groupe se rend donc au palais, et Lana fit revenir Cya à la vie, et ils arrivent finalement à détruire le Fantôme de Ganon. Pour finir, Cya et Lana font leurs adieux à Zelda et Link, et elles partent afin de reprendre leur rôle de Gardiennes du Temps.

#### Lars
Apparaît dans : Twilight Princess
Le prince Lars est le fils de Rutela, la reine du peuple Zora dans Twilight Princess. Envoyé par sa mère au château d’Hyrule afin de demander le soutien de la princesse Zelda à la suite de l’arrivée des agents du Crépuscule dans le domaine Zora, le jeune prince est cependant attaqué en chemin par des monstres, mais sauvé de justesse par Iria, qui vient à ce moment-là de perdre la mémoire. Dans un état critique, le prince Lars ainsi que sa sauveuse sont accueillis dans la taverne de Telma, qui demande l’aide du médecin de la cité d’Hyrule : Borville. Celui-ci refuse toutefois, n’acceptant de soigner que les Hyliens, destinant le jeune Zora à une mort certaine. Son père, l’ancien roi Zora étant mort depuis déjà fort longtemps, et sa mère ayant récemment été assassinée par les sbires de Xanto, c’est ainsi que le peuple Zora se retrouve sans aucun dirigeant.

#### Lavio
Apparaît dans : A Link Between Worlds, Hyrule Warriors
Lavio est un marchand ambulant s'installant rapidement dans la maison de Link pour vendre ou louer ses objets. Il se révèle être un habitant du monde parallèle de Lorule, venu à Hyrule en quête d'un monde meilleur. Il est, par ailleurs, l'équivalent de Link dans le monde de Lorule.
Il est jouable dans Hyrule Warriors.

#### Linebeck
Apparaît dans : Phantom Hourglass
Linebeck est le capitaine du bateau Le Linebeck, avec lequel Link et lui voyagent tout au long de l'aventure, Link à la recherche de Tetra, et Linebeck à la recherche de trésors. À la fin du jeu, il est possédé par Bellum, forçant Linebeck à attaquer Link, mais il parvient à le libérer.

#### LinebeckIII
Apparaît dans : Spirit Tracks
Linebeck III est le petit-fils de Linebeck. Physiquement et mentalement, c'est le portrait craché de son grand-père. Dans Spirit Tracks, Link peut lui échanger des trésors contre des éléments de train.

#### Linkle
Apparaît dans : Hyrule Warriors
Linkle est un peu l'alter ego féminin de Link. C'est un personnage jouable et elle combat avec des arbalètes.
Linkle est une jeune fille vivant dans le village Cocorico. Un jour, elle apprend que le château d'Hyrule est en danger, elle part donc pour le sauver (en prenant soin d'emporter avec elle un précieux héritage de sa grand-mère, une boussole d'or). Mais en chemin, elle se perd dans la forêt et là, Skull Kid lui vole sa boussole. Elle le combat alors dans la forêt. Il prend la fuite, mais la boussole émet une lueur qui l'aveugle. Linkle vient à bout de lui, et peut récupérer sa boussole. Ensuite, après que les héros ont refermé la porte des âmes du monde d'Ocarina of Time, Ruto et Darunia sont attaqués par Volga. Avec l'aide de Linkle, ils repoussent Volga.
Dans le monde de Skyward Sword, Ghirahim essaie d'invoquer Le Banni. Heureusement, Linkle, avec l'aide de Fay, arrivent à empêcher ça.
Par la suite, Linkle se retrouve au palais du Crépuscule. Elle rencontre Midona et lui donne un cristal noir, qui permet à celle-ci de retrouver sa véritable apparence. Linkle et Midona découvrent qu'une Midona noire et un Xanto noir ont capturé Zelda et que le palais est envahi par la magie des ombres. Ensemble, elles les combattent et parviennent à libérer Zelda. Mais la magie des ombres n'a pas totalement disparu, et Midona est obligée de détruire le cristal noir de Linkle, ce qui a pour effet de rendre sa forme maudite à Midona. Après la défaite de Ganon, Link et Zelda partent remettre l'épée de légende dans son socle. Les quelques rescapés de l'armée de Ganon en profitent alors pour attaquer le château. Heureusement Linkle et Impa (qui est restée au château) arrivent à se débarrasser des derniers ennemis. Impa remercie alors Linkle et cette dernière repart dans son village.

#### Lion Rouge
Apparaît dans : The Wind Waker, Hyrule Warriors
Dans The Wind Waker, le Lion Rouge est non seulement le moyen de transport de Link mais aussi un bateau qui parle. C’est en fait le Roi d’Hyrule, de son vrai nom Daphnes Nohansen Hyrule III, qui devient le Lion Rouge pour aider Link dans sa quête.
Étant donné que le Roi d'Hyrule est jouable dans Hyrule Warriors, il peut se transformer en Lion Rouge sur certains de ses coups.

### M

#### Machaon
Apparaît dans : Twilight Princess, Hyrule Warriors
Machaon est une habitante de la citadelle d'Hyrule. C'est une collectionneuse d'insectes. Dans Twilight Princess, elle demande à Link de récupérer vingt-quatre insectes dorés éparpillés dans tout le royaume. Si Link y parvient, Machaon lui donne la bourse géante, qui peut contenir mille rubis.
Elle est jouable dans Hyrule Warriors.

#### Majora
Apparaît dans : Majora's Mask
Majora est un masque maléfique qui s’empare de la personnalité de son porteur, le rend mauvais, et peut amener à la fin du monde. Il a été créé il y a de très nombreuses années par le fameux "vendeur de masques" , et était utilisé pour certains rituels. Le masque a une personnalité propre, d’ailleurs, une fois son porteur hors d’état de nuire, il crée son propre corps pour poursuivre le combat. Dans le jeu vidéo, c'est Link en Dieu Démon qui détruit le masque. Cependant, dans le manga, le marchand de masques disparaît avec lui. On apprend dans le chapitre bonus du manga que le masque a été créé à partir de la carcasse d'un monstre légendaire.

#### Malon
Apparaît dans : Ocarina of Time, Majora's Mask, Oracle of Seasons, Four Swords Adventures, The Minish Cap
Dans Ocarina Of Time, Malon (マロン, Maron) est la fille de Talon, le paresseux propriétaire du Ranch Lon Lon. Contrairement à son père, elle est très travailleuse. Epona est sa jument favorite.
Lorsque Link gagne le jeu des cocottes de Talon, celui-ci lui propose la main de Malon, mais retire ensuite l’offre en estimant que Link est trop jeune pour être fiancé.
On peut savoir que Link de Twilight Princess est le fils de Link d'Ocarina of Time et Malon car dès le début Link de Twilight Princess connais le chant d'Epona, chanté par Malon un peu tout le temps donc finalement, Talon a dû accepter de fiancer sa fille à Link
Dans Oracle of Seasons, elle fait partie de la suite des échanges.
Il est fort possible qu'elle se réincarne en Marlon, la grande fée des chevaux dans Breath of the Wild.

#### Le vendeur de masques
Apparaît dans : Ocarina of Time, Majora's Mask, Oracle of Ages
Le vendeur de masques est un asiatique mystérieux qui adore les masques.
Dans Majora's Mask, il confie à Link des masques avec de grands pouvoirs et lui enseigne une mélodie. Skull Kid lui subtilise le masque de Majora.
Il partage une certaine ressemblance physique et morale avec le vendeur du marché couvert de Skyward Sword.

#### Marine
Apparaît dans : Link's Awakening, Hyrule Warriors
Marine (マリン, Marin) est la jeune fille qui a retrouvé Link échoué sur la plage. Elle ressemble beaucoup à Zelda. Son rêve est de quitter l’île et de parcourir le monde. Elle va fréquemment aider Link dans sa quête, et sa chanson s’avère être la clef pour accéder au Poisson Rêve. Il est possible d’accéder d’ailleurs à une sorte de séquence de fin alternative, si l’on termine Link's Awakening sans mourir une seule fois, on y voit alors Marine devenir une mouette et réaliser son rêve de voyage.
Elle est jouable dans Hyrule Warriors.

#### Médolie
Apparaît dans : The Wind Waker, Hyrule Warriors
Médolie est une fille du peuple Piaf, sorte de prêtresse de Valoo. Elle devient le sage du temple de la Terre. Link a besoin de Médolie au temple de la Terre pour donner la moitié du pouvoir de la Master Sword.
Elles est un personnage jouable dans Hyrule Warriors.

#### Midona
Apparaît dans : Twilight Princess, Hyrule Warriors, The Legend of Zelda: Breath of the Wild.
Midona (ミドナ, Midona) apparaît pour la première fois dans Twilight Princess au côté de Link pour l'aider à combattre un nouveau mal. Comme Navi dans Ocarina of Time, elle joue le rôle de guide pour aider le joueur à continuer l'aventure. Lorsque Link se transforme en loup, celui-ci devient sa monture. Elle a aussi la voix la plus complète des personnages de la série (même si celle-ci est incompréhensible). Le nom de Midona provient du mot anglais Midnight (Minuit), en rapport avec le thème de l'obscurité. Elle est l'une des personnages les plus populaires et les plus aimés des fans de la saga Zelda.
Histoire
Midona fait partie du peuple du crépuscule, un puissant peuple, utilisant la magie noire, qui a été banni vers une autre dimension par les Déesses. Dans cette autre dimension, les habitants ne vivent que sous la forme d'ombres. Dans Twilight Princess, les habitants du crépuscule ont été transformés en monstres par le soi-disant roi du crépuscule, Xanto.
C'est une petite créature qui lévite. Au début de l'histoire, Midona est un personnage très malicieux qui se sert de Link comme un esclave. Elle ne demande rien à Link, elle lui ordonne. Son seul objectif est de retrouver les parties du cristal d'ombre, un objet magique très puissant qui lui permettrait de vaincre Xanto et de récupérer son trône du crépuscule. Elle se moque éperdument du destin du peuple de lumière. Malheureusement pour elle, elle ne sait pas ce qui l'attend…
Midona rencontre pour la première fois Link à ce moment-là sous la forme d'un loup, lorsque celui-ci se trouve dans les cachots du château d'Hyrule, prisonnier du crépuscule. Elle l'aide alors à s'échapper et à rejoindre son village natal.
Midona dit clairement qu'elle aide Link pour retrouver les parties du cristal d'ombre, le joueur ignore encore pourquoi Midona cherche ce cristal.
Plus tard dans le jeu, à la fin du temple abyssal, Xanto apparaît, blesse Midona, et la fait appartenir au royaume de la lumière, ce qui l'empêche d'utiliser ses pouvoirs. La princesse Zelda se lie à Midona pour ne faire qu'une seule personne (la princesse Zelda ou plutôt son esprit se glisse dans le corps de Midona). Link doit alors aller chercher l'épée Excalibur pour briser la malédiction qui repose sur lui (son apparence animale). Cette épée de légende se trouve au fin fond de la forêt de Firone, à côté du temple Sylvestre dans un endroit ancestral nommé le sanctuaire de la forêt. Grâce à Excalibur, Link peut reprendre sa forme normale. Après que Link a enlevé de son socle l'épée, Midona retire une pierre aux pouvoirs étranges, représentant la malédiction de Xanto, cachée en Link.
Midona devient alors liée au destin du royaume de la lumière.
C'est à ce moment que Midona devient moins malicieuse, appelle Link par son nom, et lui demande de retrouver le miroir des Ombres, mais ne lui ordonne pas. Elle explique alors à Link qu'elle est la princesse du crépuscule et lui confie l'histoire du miroir des ombres.
Après l'affrontement de Xanto, Midona regagne assez de pouvoirs pour faire revivre la princesse Zelda, mais ne reprend pas son apparence normale, ce qui signifie que la malédiction a été lancée par un être bien plus puissant, Ganon. Après la mort de ce dernier, Midona reprend sa forme originelle, celle de la princesse du crépuscule.
Lors de son départ vers le monde du crépuscule, elle brise le miroir, le seul lien entre le royaume de la lumière et celui du crépuscule.
Controverse
À mi-parcours de l'histoire, Link part à la recherche de ce fameux miroir, à la demande de Midona. Il s'avère que celle-ci ne peut dire où se trouve exactement ce miroir, elle sait uniquement qu'il est quelque part en Hyrule. En fait, elle ne semble avoir connaissance de cette relique que grâce aux légendes de son peuple. Si Midona était arrivée par le biais de ce fameux miroir, elle connaîtrait son emplacement exact. Or, comme ce n'est pas le cas, elle semble le découvrir en même temps que Link.
Relation avec Link
La relation entre Link et Midona reste un grand sujet de discussion parmi les fans. En effet, au début de l'histoire, elle est très froide envers lui, lui ordonne ce qu'il doit faire, et avoue plus tard ne s'être intéressée à son sort que parce qu'elle pensait qu'il pouvait la venger de Xanto. Après, devenant plus douce, plusieurs moments peuvent faire penser à une relation amoureuse avec Link. La première fois, alors que Xanto apparaît devant Link et elle, après le temple abyssal, Link tente de protéger Midona et Xanto le blesse gravement, le faisant s'évanouir. Midona se jette alors à son chevet et tente de le réveiller. Alors qu'ils vont chercher le Miroir des ombres dans le désert Gerudo, elle pose sa main sur la joue de Link, et lui demande s'il viendra avec elle pour venger le monde de la lumière de Xanto. Link accepte alors. Plusieurs fois dans le jeu, on la voit s'accouder à l'épaule de Link et lui sourire. Lorsque Midona brise la malédiction qui emprisonne le château, il y a une sorte de passage à vide et lorsque l'image revient, on la voit évanouie dans les bras de Link qui lui sourit lorsqu'elle ouvre les yeux. Pendant la bataille finale, alors que Ganon reprend sa véritable forme après que Link l'a vaincu deux fois, Midona sort les cristaux d'ombres et Link veut l'en empêcher, et elle le téléporte, ainsi que Zelda, dans la plaine d'Hyrule alors qu'il tend une main vers elle en criant. Midona le regarde alors se transformer en carrés noirs et s'envoler dans le ciel en souriant. Le château d'Hyrule explose alors, et quand Link voit Ganon tenant le cristal d'ombre que portait Midona et le briser, il veut sortir son épée et le combattre mais Zelda l'en empêche. Quand la bataille se finit, on voit Midona se relever un peu plus loin, et Link court la retrouver. Elle reprend alors sa véritable forme, et se tourne vers Link. Celui-ci semble alors tomber sous son charme, et Midona lui demande si elle est si belle qu'il ne trouve pas ses mots. Il sourit alors. Dans la scène finale, Midona verse la larme qui détruira le Miroir des ombres en disant « Link… ». Elle dit aussi un « Je… » et beaucoup de fans pensent qu'elle voulait lui dire « Je t'aime ». Quand le Miroir se brise, Link se retourne vers elle affichant un air choqué et attristé, et elle lui sourit avant de disparaître et que le Miroir implose.
Pouvoirs
Tout au long du jeu, Midona dépeint plusieurs capacités à la fois dans les mondes Lumière et Twilight. Le plus remarquable est qu'elle est capable de faire passer Link à travers les portails du Crépuscule à tout moment (à condition que Link puisse se transformer en loup sans que personne le remarque). Elle semble le faire avec facilité, et est capable de le faire passer avec n'importe quelle sorte d'objet ou personne : à un moment, Midona déforme un pont et un rocher géant de la montagne de la Mort afin d'aider Link pendant sa quête. Une autre capacité vue au début de Twilight Princess est la capacité de marcher à travers les murs et d'autres objets. Ainsi, elle se désintègre facilement et se reforme comme elle passe à travers la cellule de Link dans le château d'Hyrule. En outre, elle peut facilement changer son apparence et se transformer en d'autres personnes : Midona change son apparence pour ressembler exactement à Ilia et Colin, comme elle rappelle à Link de qui d'autre il a besoin pour sauver.
Après, Link rassemble une épée et un bouclier pour Midona pour qu'elle les utilise, elle tente de les utiliser, mais est mécontente de leur pouvoir, donc elle les fait disparaître dans le Crépuscule et les garde pour Link jusqu'à ce qu'ils soient nécessaires. Elle peut aussi se cacher dans le monde de la lumière comme l'ombre de Link alors qu'il est dans sa forme humaine. Une fois que Link se transforme en loup, elle peut utiliser ses cheveux pour tirer des commutateurs ou faire un champ de puissance autour d'elle pour Link Loup pour attaquer les ennemis dans cette gamme.
Ces pouvoirs ne sont que quelques-unes des autres capacités que Midona semble posséder. Une autre étant qu'elle libère facilement Link Loup de sa chaîne et de son emprisonnement en concentrant simplement une petite boule d'énergie entre ses mains. Le pouvoir le plus important de la vraie princesse de Twilight est sa capacité à briser complètement le miroir de Twilight. Xanto, le roi usurpateur, n'a pu détruire le miroir qu'en fragments, et ce sont seulement les véritables pouvoirs de Midona qui peuvent complètement effacer le Miroir.
Sa forme dites "maudite" et sa forme humaine sont jouables dans Hyrule Warriors. Ce sont deux personnages "séparé", avec chacun leur propre moveset.
On peut également recevoir le masque de Midona dans Breath of the Wild avec le DLC.

#### Mineru
Apparaît dans : Tears of the Kingdom
Mineru fait partie du peuple Sonneau. Elle est le Sage de l'Esprit, ainsi que la soeur du Roi Rauru.
Lorsque Zelda se retrouve dans le passé, elle aidera cette dernière à maîtriser les pouvoirs de la pierre occulte, et cherche également un moyen de la faire renter à son époque.
Lorsque Ganondorf déclara la guerre au Royaume d'Hyrule, Sonia prêta main-forte à Rauru et aux autres Sages. Très affaibli après son combat, elle succombera à ses blessures. Mais avant de mourir, elle fabriquera un golem, et séparera son esprit de son corps, afin que Link, dans le futur, puisse retrouver le golem et remettre l'esprit de Mineru à l'intérieur (son esprit s'étant logé dans la tablette Pru'ha en attendant).
Dans les profondeurs, Link retrouve le golem de Mineru, et lui prêtera main-forte afin de vaincre Ganondorf.

#### Princesse Mipha
Apparaît dans : Breath of the Wild, Hyrule Warriors : L'Ère du Fléau
Fille du roi Zora Dorefah et sœur aînée du prince Sidon, elle est l'une des cinq Prodiges. Elle est chargée de veiller sur Vah'Ruta, créature divine de l'eau.
Elle connaît Link depuis son enfance et a conçu pour lui un amour profond, sincère et irraisonné. Dans sa passion pour lui, elle lui a confectionné une tunique magique permettant de remonter les cascades. C'est un cadeau d'une grande rareté qu'elle souhaite lui offrir au sortir de la guerre à venir contre Ganon, en espérant ainsi qu'il accepte de devenir son époux (selon la coutume Zora). Cet objet est également un signe de grande tendresse chez le peuple Zora.
Timide, réservée et d'une grande bonté, son caractère altruiste et modeste séduit profondément son peuple, elle devient une des personnalités les plus en vue parmi les peuples de l'eau. Formidable lancière, possédant un exceptionnel pouvoir de guérison, elle est une Zora unique dans l'histoire des siens. Elle prend aussi grand soin de son petit frère, Sidon, à qui elle inculque la vaillance et le courage.
Tuée par l'ombre de l'eau de Ganon alors qu'elle tente de manœuvrer Vah'Ruta pour contrer sa présence, emprisonnée durant un siècle dans sa propre créature, elle est libérée par Link et fait à jamais le vœu de le protéger. Le seul regret de Mipha est de n'avoir jamais pu revoir son père. Une statue en l'honneur de la princesse est érigée sur la place centrale du Domaine Zora.
Mipha est jouable dans Hyrule Warriors : L'Ère du Fléau.

### N

#### Nabooru
Apparaît dans : Ocarina of Time
Membre du peuple Gerudo, elle est le bras-droit de Ganon en tant que combattante et très respectée par les autres membres de son ethnie. Malgré cela, elle considère le roi des Gerudos comme un ennemi personnel ; elle réclame à Link (lorsque celui-ci est enfant) de lui rapporter les gantelets d'argent. Lorsque Link les lui rapporte, les sorcières Twinrova en profitent pour enlever Nabooru et lui laver le cerveau pour qu'elle accepte les ordres de leur chef Ganon. Sept années plus tard, le Héros du temps (Link adulte) retourne dans le Temple de l'Esprit, où il avait rencontré Nabooru, mais il affronte deux hache-viandes, dont l'un est en réalité Nabooru contrôlée par les sorcières Koume et Kotake. Elle retrouve ses esprits lorsque Link la vainc mais elle est encore téléportée par les sorcières afin d'être manipulée de nouveau. Ensuite, lorsque Link (en tant qu'adulte) parvient à vaincre Twinrova, Nabooru devient le Sage de l'esprit.

#### Narisha
Apparaît dans : Skyward Sword, Hyrule Warriors
Narisha fait partie des quatre dragons dans Skyward Sword, c'est celui des cieux. Elle a une apparence de Baleine Géante et Volante. Grand amateur de soupe de citrouille, après que Link a réussi à le libérer de l'emprise de Palaparas, parasite aux yeux géants, il aide Link dans sa quête principale en lui enseignant le chant du Héros. Il ressemble à une grosse baleine volant dans le ciel du Cumulonimbus.
Dans Hyrule Warriors, si Link utilise l' "arme" Grande Fée, elle peut invoquer Narisha qui lance des éclairs sur les ennemis.

#### Navi
Apparaît dans : Ocarina of Time
Navi (ナビィ, Nabi), petite fée représentée par une boule de lumière dont émerge une paire d’ailes de papillon, est envoyée par l’arbre Mojo, gardien de la forêt. Elle suit Link pendant toute l’aventure et lui rappelle des choses importantes ou lui donne des informations sur certaines choses, comme les points faibles de ses ennemis.
Cette fée est chargée d’aider Link tout au long de Ocarina of Time. Elle taquine toujours un peu Link (surtout le joueur : "Hey! Listen!") mais ils sont inséparables. Elle lui donne des explications et des indices tout le long du jeu. Elle l’aide aussi à maîtriser la visée permise par le bouton Z (ou L pour la version Collector sur GameCube ou la version 3DS). À la fin du jeu, Navi quitte Link, car sa mission est terminée. Une hypothèse quant au but des errances de Link qui le mènent vers Termina dans Majora's Mask serait que le jeune héros rechercherait son amie.

#### Noïa
Apparaît dans : Breath of the Wild, Hyrule Warriors : L'Ère du Fléau, Tears of the Kingdom
Noïa est un Korogu. Dans Breath of the Wild et Tears of the Kingdom, Link doit lui ramener ses maracas puis des noix Korogu, afin qu'il puisse augmenter le nombre d'emplacements de son inventaire.
Il est aussi un personnage jouable dans Hyrule Warriors : L'Ère du Fléau.

### O

#### Olga
Apparaît dans : The Wind Waker
Avec son amie Vera, elle forme le couple de commères de Mercantîle. Elles échangent des ragots sur les habitants et les activités de l'île, mais n'aiment pas être dérangées quand elles parlent.

#### Onox
Apparaît dans : Oracle of Seasons
Onox est un personnage du jeu vidéo Oracle of Seasons. Il est le général des ténèbres, le méchant du jeu qui capture Din pour mettre le chaos à Holodrum en bouleversant les saisons. Il n'est autre que le dragon noir qui est, à l'instar de Veran, un des serviteurs des jumelles Twinrova voulant ressusciter Ganon.

### P

#### Le Poisson-Rêve
Apparaît dans : Link's Awakening, Hyrule Warriors
Le Poisson-Rêve a l'apparence d'une grosse baleine avec des ailes. Dans Link's Awakening, Link se réveille sur l'île de Cocolint, qui est en fait un rêve du Poisson-Rêve. Pour le réveiller, Link doit réunir huit instruments, mais s'il réveille le Poisson-Rêve, l'île de Cocolint, ainsi que tous ses habitants disparaîtront.
Dans Hyrule Warriors, Marine peux inovquer le Poisson-Rêve sur certains de ses coups.

#### Pahya
Apparaît dans: Breath of the Wild, Tears of the Kingdom
Payha (Paya en version originale) est une Sheikah d'une vingtaine d'années, petite-fille d'Impa et petite-nièce du Dr Pru'ha.
Cette jeune femme dévouée à son village, d'une grande gentillesse, est handicapée par une grande timidité. Lorsqu'elle rencontre Link, dont elle a tant entendu parler, elle se met à bégayer et à tenir des propos difficilement compréhensibles.
Dans son journal, on apprend qu'elle est inquiète de ses sentiments envers lui : elle est tombée amoureuse du héros. Elle se demande si Link est fiancé à la princesse Zelda et comment elle réagirait si c'était le cas.
Quand Link lui demande l'origine de son nom, elle répond, gênée, que c'est à cause d'une tache de naissance rappelant une graine de Papaye. Si Link insiste pour savoir où se trouve la tache, elle ne répondra pas, visiblement honteuse. Impa confesse que la tache en question se trouve sur la fesse gauche de sa petite-fille, et que cela explique sa réserve à ce sujet.
Dans Tears of the Kingdom, elle devient la cheffe du village Cocorico, et demande à Link d'enquêter sur les mystérieuses ruines qui se sont éfrrondés autout du village.

#### Les Prodiges
Apparaissent dans Breath of the Wild, Hyrule Warriors : L'Ère du Fléau
Breath of the Wild présente, via des souvenirs, la princesse et le roi qui choisissent cinq guerriers afin de protéger le royaume et les habitants d'Hyrule. Quatre personnes furent désignées afin de piloter des Créatures Divines afin de stopper Ganon le Fléau. Ce sont Daruk, Mipha, Revali et Urbosa. Link fut choisi comme cinquième Prodige pour seconder Zelda, elle-même la cheffe du groupe. Les quatre prodiges décédèrent lorsque Ganon, le Fléau, reprit vie.
Ils sont cependant jouables dans L’Ère du Fléau, qui se déroule avant leur combat fatal.

#### Pru'ha
Apparaît dans Breath of the Wild, Hyrule Warriors : L'Ère du Fléau, Tears of the Kingdom
Pru'ha est une scientifique sheikah et la grande sœur d'Impa. Elle est spécialisée dans l'étude des modules de la tablette sheikah, laissée par les anciens sheikahs ayant vécu en Hyrule plusieurs millénaires auparavant. Elle est, avec Faras, un des cerveaux qui ont assisté l'armée d'Hyrule pendant la guerre contre le Fléau. Après la défaite de l'armée d'Hyrule, Pru'ha a établi son laboratoire au village d'Elimith.
Dans Breath of the Wild, Link est amené à la rencontrer afin de restaurer les fonctions manquantes sur la tablette sheikah, dont les photos qui lui permettront de retrouver ses souvenirs, puis améliorer certains des modules existants.
Toujours dans Breath of the Wild, Pru'ha a l'apparence d'une fille de 6 ans. Ce qui semble d'abord être un paradoxe temporel est en réalité expliqué dans son journal. Après son installation à Elimith, Pru'ha fait des recherches pour développer un module inversant le vieillissement, afin de rajeunir les vétérans de l'armée d'Hyrule et ainsi augmenter les chances de vaincre Ganon. Elle décide de tester le prototype du module sur elle-même, mais l'expérience tourne mal et a des effets bien plus avancés que prévu : en quelques mois, elle passe d'une vieille sheikah d'environ 120 ans à une petite fille de 6 ans.
Pru'ha est sérieuse dans ses études mais s'exprime parfois de manière joyeuse et assez juvénile, notamment avec l'expression "Ouistiti !" dans la version française. Dans un des souvenirs du DLC L'Ode aux Prodiges pour Breath of the Wild, lorsque les Prodiges se font prendre en photo, on peut entendre cette expression au moment de la prise. Bien qu'elle ne soit pas visible, on peut en déduire que c'est Pru'ha qui tenait la tablette sheikah à ce moment.
Dans Tears of the Kingdom, elle attendra Link au Fort de Guet. Lorsque ce dernier arrive au camp, Pru'ha lui remet la "Tablette Pru'ha" (une nouvelle version de la "Tablette Sheikah"), et lui dira d'aller enquêter sur les peuples Piafs, Gorons, Zoras et Gerudos, car leurs villages sont frappées par des phénomènes étranges. 

Ensuite, elle demande à Link d'aller enquêter au château d'Hyrule, mais ce dernier se fait vaincre par les Ombres de Ganondorf. Pru'ha lui conseille alors d'aller trouver Mineru, le cinquième Sage dans les Profondeurs.

On la reverra à la fin du jeu, visitant les Iles Célèstes. 
Dans Tears of the Kingdom, on apprend qu'elle à utilisé un module de vieillissement, et retrouve donc une apparence d'une jeune femme d'envrion 20 ans.

### R

#### Rauru
Apparaît dans : Ocarina of Time, Tears of the Kingdom
Rauru est un des sept sages, et le premier que Link rencontre une fois devenu adulte dans Ocarina of Time. Rauru lui explique comment Ganondorf a pris le contrôle d'Hyrule pendant ces sept années, et que le seul moyen de le vaincre est de retrouver les six autres sages.
Dans Tears of the Kingdom, Rauru est un Soneau, un peuple, aujourd'hui disparu, venant des cieux avec comme ascendence les Dieux, et aussi le premier roi d'Hyrule. Il rencontra la prêteresse Sonia il y a longtemps et décida de l'épouser, faisant d'elle la première reine du royaume. Avant la Guerre du Sceau, après avoir purifié le royaume grâce à la construction des sanctuaires, Sonia et lui font la connaissance de la princesse Zelda, descendante de la lignée royale dix mille ans dans le futur. Cette dernière, arrivée à la suite du réveil de Ganondorf, avertit Rauru et Sonia du danger qui approche.
Après la mort tragique de Sonia, et la transformation du Roi Gerudo en Roi Démon, Rauru, voyant les forces du Mal s'étendre en Hyrule, décide de former une petite armée de six personnes (Zelda, Mineru, ainsi que les Sages du Vent, de l'Eau, de la Foudre et du Feu). Dans les Profondeurs de la Terre, ils combattent Ganondorf et à l'issue d'une lutte acharnée, Rauru scelle le Roi Démon, se sacrifiant par la même occasion.

#### Reynald
Apparaît dans : Twilight Princess
Dans Twilight Princess, Reynald est le prêtre du village Cocorico. Il recueille les enfants de Toal capturés par les monstres. Il aide par la suite Iria à retrouver la mémoire et soignera Colin et le Prince Lars. Alors que la plupart des Hyliens ont la peau blanche, Reynald en est un avec une peau noire et a même des cheveux semblables à des dreadlocks.

#### Revali
Apparaît dans Breath of the Wild, Hyrule Warriors : L'Ère du Fléau
Revali est l'un des Prodiges de Breath of the Wild. C'est un Piaf fort doué à l'arc. Il est orgueilleux et traite Link avec beaucoup de dédain, de mépris. Choisi pour piloter la créature divine Vah'Medoh, il fut tué par Ganon (comme les trois autres prodiges) lors de la résurrection de ce dernier. Link peut libérer Vah'Medoh de l'emprise maléfique de Ganon, et dans ce cas Revali reconnaîtra ses talents et lui offrira son don de s'envoler avec puissance.
Hyrule Warriors : L'Ère du Fléau permet d'incarner Revali et d'utiliser ses pouvoirs.

#### Recupix
Apparaît dans : Skyward Sword
Recupix est un ancien robot. Il peut voler et transporter de très lourds objets et autres. Il n'aime pas Link mais apprécie Fay. Il appartenait au rénovateur du marché couvert de Célesbourg qui l'a réparé à l'aide d'une fleur ancienne offerte par Link.

#### Chef Riju
Apparaît dans: Breath of the Wild, Hyrule Warriors : L'Ère du Fléau, Tears of the Kingdom
Makeela Riju est la cheffe du peuple Gerudo dans Breath of the Wild. Cette jeune fille rousse, d'une douzaine d'années, possède une fascination pour les peluches de morses. Sa mère, elle aussi chef des Gerudo, est morte assez jeune, laissant sa fille seule sur le trône. Riju est sous la protection de Beterah, une forte femme irascible maniant un large espadon.
Elle doute souvent d'elle-même, se pensant peu à la hauteur pour son poste. Elle parle souvent à son morse, "madame Patricia", et aime à demander conseil à ses ancêtres.
C'est aussi la descendante du prodige Urbosa. Quand Link vient la voir, calme Vah'Naboris et récupère le masque du Tonnerre, il est sous-entendu que Riju ressentirait des sentiments pour le héros.
Riju est jouable dans Hyrule Warriors : L'Ère du Fléau.
Dans Tears of the Kingdom, Link lui viendra d'abord en aide à elle et au peuple Gerudo. En effet, une tempête de sable, ainsi que des Gibdos envahissent la cité. Une fois la reine Gibdo vaincu, elle devient la Sage de la Foudre, et aidera Link dans sa quête, ainsi que lors du combat final contre Ganondorf.

#### Le roi des mers
Apparaît dans : Phantom Hourglass
Le roi des mers est la divinité de l’océan de Phantom Hourglass. Il s’appelle Siwan sous sa forme humaine et ressemble à une baleine blanche sous sa véritable forme. Il est attaqué par Bellum, le boss final du jeu.

#### Rhoam Bosphoramus Hyrule
Apparaît dans : Breath of the Wild, Hyrule Warriors : L'Ère du Fléau
C'est le dernier roi d'Hyrule dans cet opus. Il est le père de la princesse Zelda et il élève cette dernière seul, depuis la mort inattendue de son épouse alors que la princesse n'a que six ans.
Durant toute son existence, la princesse travaille dur pour répondre aux responsabilités qu'on lui confie : en vain. Le roi Rhoam, très déçu, réagit en souverain et non en père : il la dénigre constamment pour qu'elle fasse plus d'efforts. Mais il ne parvient pas à comprendre que Zelda fait de son mieux, que ses échecs la plongent dans un abîme d'affliction et que la seule chose qu'il lui interdit de faire est justement la seule activité qu'elle aime exercer : l'archéologie et la recherche. Il confie pourtant dans son journal qu'il se trouve trop dure avec sa fille et qu'il l'accueillera comme un père et non comme un roi si elle échoue à la source de la Sagesse, dernière solution pour éveiller le pouvoir de Zelda. Il n'en a malheureusement pas le temps car Ganon ressuscite pendant que Zelda est à la source de la Sagesse.
Lorsque le fléau Ganon s'attaque au royaume, il bombarde en tout premier le château d'Hyrule, qui tombe avec facilité. C'est à ce moment-là que le roi meurt, mais son âme reste sur Terre sous la forme d'un vieux mendiant pour observer la suite des événements et guider Link au début de son aventure.
À la fin de l'histoire, quand Link et Zelda ont vaincu le roi-démon, on aperçoit le fantôme du roi (accompagné des prodiges) qui regarde, du haut du donjon, les deux héros s'en aller avant de disparaître.
Le Roi Rhoam est jouable dans Hyrule Warriors : L'Ère du Fléau, où l'on peut voir qu'il manie l'espadon royale.

#### Princesse Ruto
Apparaît dans : Ocarina of Time, Hyrule Warriors
La princesse Ruto est l'héritière du trône du peuple Zora et sage de l'Eau. Elle ressemble beaucoup à un garçon manqué, et possède un caractère difficile. Elle se fiance par inadvertance à Link, alors que celui-ci la sauve dans le ventre de Jabu-Jabu.
Elle est un personnage jouable dans Hyrule Warriors.

### S

#### Les sages
Les sages sont des élus parmi la population. Leur mission est de défendre le royaume d’Hyrule contre les menaces, notamment celle de Ganon.
Dans Ocarina of Time, ils sont sept :
1. Rauru : sage de la lumière ;
2. Saria, la jeune Kokiri : sage de la forêt ;
3. Darunia, le chef Goron : sage du feu ;
4. Princesse Ruto, l’héritière Zora : sage de l’eau ;
5. Impa, la nourrice de la Princesse Zelda : sage de l’ombre ;
6. Nabooru, la cheffe Gerudo : sage de l’esprit ;
7. la Princesse Zelda.

Des sages apparaissent aussi dans Twilight Princess. Ils se sont chargés d’exécuter Ganon mais n’y arrivant pas, ils l’envoient dans le royaume du Crépuscule.
Dans The Wind Waker, deux sages doivent être accompagnés dans leurs temples pour qu’Excalibur retrouve ses pouvoirs. Ils sont les descendants d’anciens sages assassinés par Ganon :
1. Médolie, la servante Piaf de Valoo, descendante de Laruto la Zora : sage de la terre ;
2. Dumoria, le violoniste Korogu, descendant de Fado le Kokiri : sage du vent.

Dans A Link Between Worlds, les sages donnent la Triforce du courage à Link une fois qu'il les a libérés tous les sept. Il s'agit d'Asphar, Célès, Guly, Orlène, Rosso et Aëline.
Ils apparaissent aussi dans A Link to the Past et Four Swords Adventures, où ce sont souvent des jeunes femmes.
Dans Breath of the Wild, une épée obtenue avec l'Amiibo de Ganondorf se nomme Épée des Six Sages, n'incluant visiblement pas la Princesse Zelda parmi les Sages. La description indique que c'est dans cette épée qu'a été scellée l'âme de Ganondorf.
Dans Tears of the Kingdom, les sept sages sont :
1. Rauru, le sage de la lumière
2. Mineru, le sage de l'esprit
3. Sonia, le sage du temps
4. Les anciens sages Piaf (vent), Gerudo (foudre), Goron (feu) et Zora (eau), dont les noms sont inconnus

Ils perdirent la bataille face à Ganondorf, et le Roi Rauru sacrifia sa vie afin de le sceller.
Par la suite, la princesse Zelda remplaça Sonia après l'assasinat de celle-ci par Ganondorf, et Babil, Riju, Yunobo et Sidon (qui sont les descendants des anciens sages de leurs peules respectif) devirent alors sages à leurs tour, afin d'aider Link dans sa quête.

#### Sahasrahla
Apparaît dans : A Link to the Past
Il nous donne des conseils pour obtenir le médaillon du Courage, le premier artefact à trouver pour pouvoir sortir l'Épée de Légende de son piédestal. C’est également lui qui donne à Link les bottes magiques.

#### Sakon
Apparaît dans : Ocarina of Time, Majora's Mask
Dans Ocarina of Time, c'est un personnage mineur déambulant sur la Place du Marché. Dans Majora's Mask, c'est un voleur dont le repaire est caché dans la Vallée d'Ikana. C'est lui qui vole le masque de Kaféi. Il essaie en outre de voler (si Link ne s'interpose pas) la tenancière du marché aux bombes la nuit du premier jour à minuit, et revend son butin au Bazar le lendemain; c'est à cette occasion que Kaféi le reconnaît et le suit jusqu'à son repaire, où il tente de récupérer son masque. Si Link empêche Sakon de voler le sac de bombes le premier soir, il ne peut alors pas récupérer le Masque des Amoureux lors de ce cycle car les événements précités ne peuvent pas se produire.

#### Saria
Apparaît dans : Ocarina of Time
Appartenant au peuple Kokiri, elle connaît Link depuis toujours. Elle est l'une des sept sages du jeu. Douce et aimable, elle est désespérée de voir que son ami s'en va pour de dangereuses aventures. Pour l'aider dans sa quête, elle lui apprend le "chant de Saria".
Dans la notice du jeu en français, elle est appelée « Salia ».

#### Sheik
Apparaît dans : Ocarina of Time, Hyrule Warriors, Breath of the Wild (costume pouvant être obtenu via amiibo)
Sheik est en fait la princesse Zelda qui est déguisée, grâce à ses pouvoirs, en un survivant Sheikah. Cette dissimilation permet de se cacher de Ganon. Elle se fait passer pour un jeune homme Sheikah.
Comme Sheik est connu tout au long du jeu sous cette identité masculine, cet article utilise le masculin ; cependant, une polémique existe, qui sera abordée plus bas.
Tout comme sa mentor, il a une fâcheuse tendance à disparaître après avoir claqué une noix Mojo.
Ocarina of Time
Dans Ocarina of Time, Sheik a pour rôle principal d’aider Link, (le joueur) en lui apprenant des mélodies pour qu'il puisse se téléporter aux quatre coins d’Hyrule.
Il apparaît juste après la rencontre de Link et Rauru dans le sanctuaire des sages.
Sheik porte des vêtements frappés du signe des Sheikas, un œil auquel une larme pend surmonté de trois triangles représentants la Triforce. Il devient un véritable ami pour Link.
Il sait jouer de la lyre et l’utilise pour jouer les mélodies que Link doit retenir.
Quand Link réunit tous les sages, Sheik se transforme en Zelda devant les yeux de Link dans le temple du Temps en croyant être en sécurité, mais Ganon la détecte aussitôt qu’elle délaisse son déguisement magique, et vient l’emprisonner dans son château, afin que Link s'y rende pour lui prendre son morceau de Triforce à lui et à Zelda.
Sheik est jouable dans Hyrule Warriors et la série des Super Smash Bros. (voir ci-dessous)
Super Smash Bros. Melee
Il fait aussi son apparition dans Super Smash Bros. Melee où les joueurs ont l’occasion de tester ses techniques au combat :
- Attaque spéciale : lancer de fléchettes, plus le joueur reste appuyé sur le bouton plus Sheik lancera de fléchettes (appuyez sur R ou L pour « stocker » les fléchettes et jouer normalement en attendant de les utiliser) ;
- Attaque spéciale côté : chaîne, Sheik sort une chaîne que le joueur peut faire tournoyer avec le joystick ;
- Attaque spéciale bas : Sheik se transforme en Zelda. Son pourcentage de dommages reste inchangé, et il est vulnérable le temps de l’attaque (recevoir un coup au mauvais moment annule la transformation, même si une fois la transformation enclenchée, on ne peut toucher Sheik/Zelda) ;
- Attaque spécial haut : Sheik se téléporte dans une explosion pour réapparaître un peu plus loin.

Super Smash Bros. Brawl
Sheik est de nouveau jouable dans Super Smash Bros. Brawl, la suite de Melee, toujours en tant que personnage partagé avec Zelda. Cependant contrairement à Melee, il ne suffit pas à de terminer un mode avec Zelda ou Sheik pour débloquer leurs trophées, il faut maintenant vaincre l’ultime ennemi avec la transformation dont le joueur veut obtenir le trophée. Sheik possède deux trophées : classique et Final Smash.
- Scénario

Sheik apparaît dans le mode histoire du jeu, nommé l’Emissaire Subspatial. Après qu’elle ait été capturée par les méchants du jeu, Zelda est libérée par Solid Snake. Ensuite, elle se transforme en Sheik et parcourt le vaisseau avec Peach. Finalement, elle est opposée à Fox McCloud mais Peach intervient. Elle combat ensuite un monstre robotique, Duon, avec l’aide de Peach, Fox, Solid Snake, Falco et Lucario.
- Nouveautés par rapport à Melee

L’apparence donnée à Sheik dans Super Smash Bros. Brawl a été faite à partir d’artwork créés pour le jeu Twilight Princess, même si Sheik n’apparaît finalement pas dans le jeu. Il porte maintenant une tresse dans le dos.
Sheik a aussi un Final Smash qui est le même que Zelda : Flèche lumière, où il prend un arc doré et tire une flèche de lumière qui inflige de gros dégâts à tous les ennemis devant le personnage.
Super Smash Bros. par Nintendo 3DS / Wii U
Sheik est de nouveau jouable dans Super Smash Bros. for Nintendo 3DS / for Wii U, mais comme personnage séparé de la Princesse Zelda.
Super Smash Bros. Ultimate
Il apparaît à nouveau dans ce jeu, toujours en tant que personnage séparé de Zelda. Tous ces coups ont été conservés des opus précédents, cependant, son Final Smash a été changé : il effectue désormais un enchaînement de coup avec sa dague.
Physique
Sheik a des cheveux blonds coupés court avec une mèche lui cachant l’œil droit, et les yeux rouges. Un turban orne sa tête. Il porte des vêtements alliant bleu et gris très moulants et très serrés pour ne pas entraver ses mouvements, et des bandages supposés dissimuler ses armes de jet. Le symbole Sheikah apparaît sur ses habits.
Différences avec Zelda
Sheik possède des yeux rouges alors que ceux de Zelda sont bleus. Il est révélé dans les Smash Bros. que Zelda a le pouvoir de changer la couleur de ses yeux et de sa peau. Il a également les cheveux coupés court (ou alors en tresse dans Super Smash Bros. Brawl) et sa voix est légèrement plus grave. Ses membres sont aussi plus épais que ceux de Zelda, dont les bras sont très fins, alors que les muscles de Sheik semblent bien plus développés et secs. Il est aussi beaucoup plus agile que la princesse. Cela pourrait s'expliquer par l'entraînement que Zelda a reçu d'Impa.
Identité et sexe de Sheik
Une importante polémique oppose les joueurs sur le sexe de Sheik. Beaucoup de fans de la série Zelda estiment que Sheik est un homme dont la princesse Zelda aurait copié l’apparence (comme dans le manga), ou tout simplement que Sheik est une véritable personne qui partage le corps de Zelda. Ce serait donc lui qui parlerait à travers son corps, et non Zelda. Dans le jeu original où apparaît Sheik, Ocarina of Time, lorsque Sheik se révèle comme étant Zelda, il se transforme en elle par magie, et non pas en ôtant simplement son masque et son turban, comme il aurait été plus logique de le faire si elle avait simplement changé de vêtements.
En revanche, les défenseurs du Sheik féminin considèrent que la princesse porte un pectoral pour expliquer que les artworks officiels du jeu le montrent avec un torse clairement masculin ; ils invoquent aussi le fait qu’il est toujours doublé dans les jeux secondaires (jeux de combats) par une femme.
Dans les deux Super Smash Bros., Sheik est toujours défini comme le double de Zelda et non comme un personnage à part. Dans ces jeux, tout semble donc indiquer que Sheik n’est qu’un déguisement. Cependant, les créateurs des deux jeux se sont inspirés de Zelda et n’en sont pas les créateurs, donc cela ne prouve pas définitivement l’identité de Sheik. Sur les versions 3DS et Wii U, Zelda et Sheik sont devenus des protagonistes différents (comme Samus et Samus sans Armure) : ils ne sont donc plus liés "physiquement".
Dans Ocarina of Time et la série Super Smash Bros., la voix de Sheik est interprétée par des femmes, et dans les opus de Smash Bros, Sheik est toujours défini comme personnage féminin.
Dans Ocarina of Time, la Princesse Zora Ruto informe le joueur qu’elle a rencontré un jeune homme nommé Sheik. Zelda elle-même dit dans la version française qu’elle a pris l’apparence de ce jeune Sheikah. Cela appuie l’argument du Sheik masculin, mais ne tranche pas, puisque ceci est dit dans les versions anglophone et française du jeu, et non la version japonaise originale. Or, en japonais, il est possible de parler de quelqu’un sans définir le sexe de ce dernier. Sheik n’est donc ni défini comme un homme, ni défini comme une femme, dans la version originale du jeu. Beaucoup estiment que Nintendo laisse planer le doute pour accentuer l’ambiguïté de ce riche personnage.
Le manga Zelda donne une explication claire et nette : Sheik est un jeune Sheikah dont la conscience lui a été temporairement enlevée grâce à la magie de Zelda et dont elle a pris le corps. Mais ce manga n’est pas officiel non plus.

#### Shiro
Apparaît dans : A Link Between Worlds
Shiro est un petit oiseau, compagnon de Lavio. Dans A Link Between Worlds, lorsque Link meurt, il récupère les objets que Link a loués à Lavio.

#### Prince Sidon
Apparaît dans : Breath of the Wild, Hyrule Warriors : L'Ère du Fléau, Tears of the Kingdom
Prince Zora, petit frère de la Princesse Mipha, fils du Roi Zora Dorefah, il croise Link dans Breath of the Wild en cherchant un Hylien acceptant de se rendre dans la ville Zora afin de dialoguer avec le Roi. Une machine détraquée, Vah'Ruta, provoque une pluie continuelle qui importune particulièrement les Zoras; ces derniers sont sous le joug d'un Lynel aux flèches électriques qui rend son approche impossible pour eux, ces derniers craignant particulièrement l’électricité surtout avec de la pluie. Link pourra abattre cet ennemi puis Sidon aidera le chevalier à se rendre auprès de Vah'Ruta afin que cette machine soit nettoyée de la présence maléfique de Ganon.
Sidon apparaît tout jeune enfant dans un souvenir. Il est alors profondément triste de voir partir sa sœur Mipha qui doit se rendre auprès du Roi Hylien.
Il est jouable dans Hyrule Warriors : L'Ère du Fléau.
Dans Tears of the Kingdom, lorsque Link arrive au domaine Zora, il croise Sidon qui lui explique que le domaine est recouvert d'une étrange vase. Après avoir résolu quelques énigmes et vaincu un Octopoulpos (la source de la vase), Sidon rencontre l'esprit du Sage de l'Eau, un de ses ancêtres, et il devient Sage à son tour. Il accompagne ensuite Link dans son aventure, et l'aidera à vaincre Ganondorf.

#### Skull Kid
Apparaît dans : Ocarina of Time, Majora's Mask, Twilight Princess, Hyrule Warriors
Skull Kid est un jeune garçon des Bois perdus qui a trouvé le masque de Majora, et qui, depuis, est possédé par ce masque. Link le rencontre brièvement dans Ocarina of Time en tant qu’enfant, et lui vend un masque.
Le nom Skull Kid est aussi celui de tout un peuple. En effet, lorsque quelqu’un se perd dans les Bois perdu, il se transforme en Skull Kid.
Dans Majora's Mask, le Skull Kid qui détient le masque est appelé Skull Kid car on ne connaît pas son nom. Néanmoins, selon les dires de celui-ci à la fin du jeu, on peut supposer qu’il s’agit bien du Skull Kid, à qui Link a vendu un masque. De plus, on peut voir une gravure sur un arbre de la plaine Termina représentant Skull Kid et Link se tenant la main côte à côte. Cette image est aussi montrée à l’écran de fin du jeu.
On note aussi l’apparition d’un Skull Kid dans Twilight Princess, plus petit, à la peau légèrement bleue, avec des oreilles pointues et un large chapeau qui lui donne un aspect plutôt espiègle. Link est obligé de jouer à cache-cache avec lui et contre lui, avant qu’il ne s’enfuie, tout en esquivant ses dangereuses marionnettes qu'il appelle avec une trompette. Il a également la possibilité d’ouvrir des portes dans le sanctuaire de la forêt, dans le but de guider le joueur à l'Épée de Légende (qui se trouve dans les ruines du temple du Temps).
Il est jouable dans Hyrule Warriors.

#### Le soldat fantôme
Apparaît dans : Twilight Princess
Le soldat fantôme apparaît quand Link rencontre un loup doré (qui apparaît lui aussi quand Link-loup fait un hurlement spécial près d’une stèle - sauf pour la première fois) et enseigne à ce dernier des techniques à l’épée (Coup de grâce, Charge Bouclier, Coup à revers, Brise-casque, Coup éclair, Coup plongé et Attaque Tourbillon améliorée). Il est insensible aux coups de Link puisqu’il est mort (d’où son nom). Après avoir appris la septième et dernière botte à Link, il laisse planer le doute sur un éventuel lien de parenté entre Link et lui, en terminant sa phrase par "mon fils". Cela est cependant à prendre avec du recul : il peut effectivement s'agit d'une traduction littérale du terme anglais "Son", que beaucoup utilisent pour parler à un garçon ou un jeune homme qu'ils affectionnent particulièrement.
L'encyclopédie Hyrule Historia semble plus catégorique, et indique clairement que Link est un descendant direct du soldat fantôme.

#### Reine Sonia
Apparaît dans : Tears of the Kingdom
La Reine Sonia est une hylienne et la première reine d'Hyrule, ainsi que la femme de Rauru, avec qui elle à fondé le royaume. 

Avec Rauru, ils firent la rencontre de la Princesse Zelda. Cette dernière ce présente alors comme la fille du Roi Roham. Sonia et Rauru ne connaissant pas cette personne, ils comprirent alors que Zelda à voyager dans le passé, à une époque où le Royaume d'Hyrule n'était même pas encore fondé. Sonia se prit d'affection pour Zelda, et devient en quelques sortes son mentor.
Plus tard, Ganondorf assassinat Sonia, et s'empare de sa pierre occulte afin de devenir le Roi des démons. 

### T

#### Tael
Apparaît dans : Majora's Mask, Hyrule Warriors
Tael est le frère de Taya et la seule fée masculine rencontrée dans un jeu de la série. Il reste avec Skull Kid pendant toute l’aventure.
Dans Hyrule Warriors, il apparaît aux côtés de Skull Kid, et peut attaquer les ennemis sur certains coups.

#### Talon
Apparaît dans : Ocarina of Time, Oracle of seasons, The Minish Cap et Four Swords Adventures
Talon est le propriétaire du Ranch Lonlon. Aidé dans sa tâche par sa fille Malon et son assistant Ingo, c'est un personnage paresseux mais sympathique.
Il ressemble fortement au personnage de Mario, tandis que le physique d'Ingo fait référence à celui de Luigi.

#### Tarkin
Apparaît dans : Link's Awakening
Tarkin est le père de Marine, la fille qui a retrouvé Link évanoui sur la plage. Il est originaire du village des Mouettes, sur l’île de Cocolint. Par analogie avec l’oncle de Link dans A Link to the Past, Tarkin est aussi présent au réveil de Link, et lui remet son bouclier. C’est un homme simple, gai et très généreux, qui adore sa fille. Plutôt rondouillard, il passe le plus clair de son temps à dormir et à chercher des champignons dans la forêt enchantée. Le jeu disposant de beaucoup de clins d'œil à la série Mario on peut supposer que Tarkin est un autre clin d'œil à Mario : il est plutôt rondouillard avec un gros nez, et, dans la version en couleur (DX), ses vêtements sont rouges. Au début du jeu, il s'est aussi transformé en raton laveur en mangeant un champignon (comme Mario dans certains jeux).

#### Teba
Apparaît dans : Breath of the Wild, Hyrule Warriors : L'Ère du Fléau, Tears of the Kingdom
Teba fait partie du peuple Piaf. Link lui demandera de l'aide afin d'atteindre la Créature Divine Vah'Medoh. Cependant, Teba pense que Link n'est pas capable d'arrêter la Créature Divine. Il lui propose d'abord un défi, détruire cinq cibles dans la zone d'entraînement de vol. Une fois fait, Teba changera d'avis sur Link, il l'aidera à accéder à Vah'Medoh.
Dans Tears of the Kingdom, il est devenu le chef du peuple Piaf.
Teba est jouable dans Hyrule Warriors : L'Ère du Fléau.

#### Taya
Apparaît dans : Majora's Mask, Hyrule Warriors
Lors de la suite directe de Ocarina of Time, Majora's Mask, Taya aide Link à retrouver les géants qui vont l’aider à repousser la lune lors de l’attaque du masque de Majora. Elle joue le même rôle que Navi dans les différents donjons du jeu. Contrairement à sa prédécesseure, Taya se trouve au départ être insupportable et condescendante, ne manquant pas une occasion de railler Link. Au commencement du jeu, elle accompagne avec son frère Tael, le Skull Kid ayant volé le masque de Majora. Abandonnée par ce dernier, elle accompagne Link, contrainte et forcée, pour retrouver son frère. Au fur et à mesure de l’évolution du jeu, elle finit par respecter Link et devient son amie.
Dans Hyrule Warriors, elle apparaît aux côtés de Skull Kid, et peut attaquer les ennemis sur certains coups.

#### Terrako
Apparaît dans : Hyrule Warriors : L'Ère du Fléau
Terrako est un Gardien blanc de très petite taille. Il a la forme d'un œuf et a quatre pattes mobiles. Il est aussi très léger et peut être porté dans les bras. Terrako possède un œil bleu unique. Il communique par différents pistons qu'il enclenche à son gré en créant quelques sons. Il était un compagnon de jeu de la toute jeune Princesse jusqu'à ce que la Reine décède. Terrako fut alors confisqué par le Roi Roham puis placé dans une boîte en bois dans la pièce d'étude de Zelda, au château, durant plusieurs années. Il y reste inerte, la Princesse oubliant même sa présence. Lorsque le Fléau Ganon reprendra vie, Terrako s'éveillera à son tour dès que le pouvoir du sceau de la princesse Zelda produira une colonne de lumière. Le robot va prendre conscience de la destruction du monde en ouvrant un volet. Il crée une mélodie grâce à ses pistons pour voyager dans le passé avec un portail temporel. Malheureusement, un gardien à pied infecté par le Fléau va vouloir annihiler Terrako à ce moment-là et une partie de la malveillance de Ganon va aussi faire la navette dans le passé en même temps que le robot. Le Terrako (voyageur temporel) va rechercher la Princesse pour lui présenter le futur et veiller sur elle avec application tandis que la malveillance de Ganon va parvenir à s'incruster dans le Terrako de la nouvelle époque pour l'altérer et l'employer à ses fins.
Les deux Terrakos seront détruits lors du combat final. Une fin alternative montre cependant le robot voyageur pouvant être réparé et reconnaissant Zelda en larmes, il lui chantera une berceuse.
Terrako est un personnage jouable dans Hyrule Warriors : L'Ère du Fléau.

#### Terrʏ
Apparaît dans : The Wind Waker, The Minish Cap, Phantom Hourglass, Spirit Tracks, Skyward Sword, Breath of the Wild,Tears of the Kingdom
Terry est un marchand ambulant qui vend des objets à Link. Il vit dans une cabane volante qui tourne autour de Célesbourg, et l'on ne peut commencer à lui rendre visite qu'après avoir acquis le lance-pierre.
Ce dernier apparaît aussi dans les relais de Breath of the Wild.

#### Tetra
Apparaît dans : The Wind Waker, Phantom Hourglass, Hyrule Warriors
Dans The Wind Waker, Tetra est une jeune fille qui dirige un groupe de pirates, et ce malgré son âge. Elle ignore qu'elle n’en est pas moins une descendante de la lignée des princesses d’Hyrule. Elle est donc la princesse Zelda de cet opus.
Dans Phantom Hourglass, elle est capturée par le navire fantôme, jusqu’à ce que Link la sauve. Malgré ses apparences bourrues et insensibles, Tetra reste une jeune fille sensible et attentionnée.
Elle est aussi mentionnée dans Spirit Tracks, la princesse Zelda de cet opus étant sa descendante.
Tetra est un personnage jouable dans Hyrule Warriors.

#### Tingle
Apparaît dans : Majora's Mask, Oracle of Ages, Oracle of Seasons, The Wind Waker, Minish Cap, Four Swords Adventures, Hyrule Warriors, Breath of the Wild (costume)
Tingle est un petit homme habillé tout en vert qui rêve de devenir un Kokiri ou un lutin selon le jeu. À cause des vêtements verts de Link et de son assez petite taille, Tingle le prend lui aussi pour un Kokiri/lutin. Tingle est aussi un spécialiste des cartes et aide souvent Link dans sa quête, en particulier dans The Wind Waker. C’est un personnage burlesque et assez pathétique. Nintendo a d’ailleurs créé un jeu dans lequel il est le principal protagoniste : Tingle RPG.
Dans Twilight Princess, un personnage est plus ou moins présenté comme Tingle : il s’agit du forain dans le chapiteau qui est dans la ville d’Hyrule.
Il est possible de voir une figurine de Tingle dans Spirit Tracks dans l'atelier de Linebeck III.
Il est jouable dans Hyrule Warriors.

#### Traucmahr
Apparaît dans : Spirit Tracks
Traucmahr est un des deux protagonistes au début du jeu, et un ancien disciple de dame Bicelle. Il veut libérer le Roi-Démon pour obtenir sa puissance et surpasser les Dieux. Il rejoint Link après avoir été vaincu et trahi par Kimado. Il s'avère qu'il a un bon fond, car après la trahison de Kimado, il se sacrifie face à Mallard pour permettre à la princesse Zelda de récupérer son corps. À la fin, l'âme de Traucmahr sans mémoire survit, et rejoint les Locomos et dame Bicelle au pays des dieux.

### U

#### Urbosa
Apparaît dans Breath of the Wild, L'Ère du Fléau (Hyrule Wariors)
Choisie pour être l'une des Prodiges, Urbosa est une femme de grande taille cheffe de la tribu Gerudo. Elle est farouche, intrépide, indépendante d'esprit, guerrière douée. Elle pilotera la créature divine Vah'Naboris sur la demande de la Princesse Zelda. Malheureusement, Ganon le Fléau prit le contrôle de la créature lors de sa résurrection et tua Urbosa par la même occasion (comme les trois autres prodiges et de la même manière pour chacun). 100 ans plus tard, à son réveil, Link peut libérer la créature de l'emprise maléfique exercée par Ganon. Urbosa enfin libre, bien que fantôme, lui confie alors son pouvoir de contrôle de la foudre, ce qui permet de paralyser efficacement les ennemis à proximité.
Un souvenir de la Princesse Zelda les présentent aux abords de la Cité Gérudo, conversant ensemble. Urbosa connaissait personnellement la défunte mère de la Princesse. La cheffe Gerudo est une mère de substitution pour Zelda et elle permet à Link de comprendre que la Princesse s'épuise à rechercher à faire apparaître son Don de Lumière - vain à cette heure, d'où son mauvais caractère à l'encontre du chevalier.
Urbosa est jouable dans Hyrule Warriors : L'Ère du Fléau. L'action se déroule avant sa mort, lorsque les forces diaboliques montent à l'assaut contre les habitants d'Hyrule.

### V

#### Vaati
Apparaît dans : Four Swords, The Minish Cap, Four Swords Adventures
Dans la série The Legend of Zelda, Vaati (グフー, Gufū) est un ennemi récurrent, le second grand ennemi de Link après Ganon. C’était à l’origine l’apprenti d’Exelo, un mage minish de The Minish Cap. Il est apparu avant dans Four Swords Adventures. Bien que cela ne soit pas certifié, la plupart considèrent qu’il s’agit du même personnage, et que The Minish Cap précède donc Four Swords dans la chronologie de la saga.
Vaati est souvent appelé le Sorcier du Vent, ses pouvoirs étant orientés essentiellement vers cet élément. Il est généralement vaincu grâce à l’Épée de Quatre, lame sacrée utilisée par Link pour l’affronter.
Vaati est à l’origine l’apprenti d’Exelo, un sage Minish révéré. Cependant, il est corrompu par le désir de pouvoir. Lorsqu’Exelo invente le chapeau à souhaits, Vaati s’en empare et s’en sert pour prendre la forme d’un sorcier hylien. Il participe alors à un tournoi dans le but de libérer la Force (qui n’est pas la même chose que la Triforce) contenue dans l’Épée de Quatre pour devenir l’être le plus puissant du monde.
Sous forme d’Hylien, Vaati est un sorcier aux grands pouvoirs qui peut prendre diverses formes et peut posséder les gens. Il transforme Exelo en chapeau et s’empare du trône tout en pétrifiant Zelda. Il est vaincu et enfermé dans l’Épée de Quatre par ce même jeune Hylien, sous sa forme la plus monstrueuse : celle d’un œil noir à tentacules.
Vaati n’apparaît pas pendant la guerre ou l’avènement de Ganon.
Après sa défaite dans The Minish Cap, on le retrouve dans Four Swords et Four Swords Adventure. Dans le manga, Vaati ne meurt pas et se fait pardonner tous ses méfaits, comme si de rien n’était.
Dans Four Swords Adventures, Ganon utilise Dark Link pour forcer Link à libérer Vaati. Il espère ainsi que les deux se battent entre eux pendant qu’il s’empare discrètement du Trident du Pouvoir qui lui a donné une force monstrueuse. Link vient à bout de Vaati à nouveau, puis combat Ganon. Le moblin bleu (sorte d'homme sanglier) étant trop puissant, les sages profitent du combat pour enfermer le démon dans un sceau.
Vaati n’est plus jamais réapparu jusqu’à présent. Cependant, Maleficio, une créature des cauchemars dans Link's Awakening, a une forme semblable à celle de Vaati en œil noir.
Pouvoirs
Quand Vaati prend le Chapeau Magique, son désir de devenir un sorcier puissant est accordé. Il montre la capacité de transfigurer les gens ou de les transformer en pierre, et de se transfigurer pour se faire passer pour autrui. Vaati peut également se téléporter à volonté, invoquer des monstres, et même transformer l'ensemble de Château d'Hyrule en une version sombre. Il remporte également le tournoi annuel de lutte contre l'épée pendant le Festival Picori en un temps record en utilisant "des techniques incroyables", mais on ignore s'il réalise ces exploits en utilisant la magie ou une réelle habileté à l'épée.
Il affiche la capacité de créer des cyclones dans ces jeux, et aussi de se retirer vers le ciel (et donc de voler).

#### Valoo
Apparaît dans : The Wind Waker
Valoo est l’esprit du Ciel. C’est un dragon de couleur rouge. Il vit sur l’île du dragon, également habitée par le peuple Piaf, qui le vénère. C'est lui qui donne au peuple Piaf la capacité de voler. Il se porte au secours de Link quand celui-ci fait face à Ganon sans être suffisamment prêt.

#### Vera
Apparaît dans : The Wind Waker
Avec son amie Olga, elle forme le couple de commères de Mercantîle. Elles échangent des ragots sur les habitants et les activités de l'île, mais n'aiment pas être dérangées quand elles parlent.

#### Veran
Apparaît dans : Oracle of Ages
Veran est un personnage du jeu vidéo Oracle of Ages, elle est la Sorcière des Ombres, elle a la faculté de posséder les personnes pour les contrôler, y compris Impa, Nayru et la Reine Ambi. Dans le manga tiré du jeu vidéo, elle prend également possession de Ralph à une occasion. Veran est aussi désignée comme "le Démon Possesseur".
Histoire
Veran sert la cause des jumelles sorcières Gerudo Twinrova, dont l’ambition est de ressusciter Ganon. À cette fin, elle se rend à Labrynna, afin de trouver et capturer l’Oracle des Âges, Nayru.
Cependant, le refuge de Nayru est protégé par un obstacle surnaturel, la Barrière du Temps, que seul le Héros de la Triforce peut déplacer. Ne pouvant par conséquent le faire elle-même, Veran prend possession d’Impa, la nourrice de la Princesse Zelda, et se sert de son corps pour duper Link. Sans méfiance vis-à-vis de la nourrice, Link ouvre le passage, permettant involontairement à Veran de franchir la barrière.
Veran peut alors quitter le corps d’Impa, et prendre possession de Nayru. Dotée désormais du corps et des pouvoirs de l’Oracle des Âges, elle part dans le passé, avec l’intention de le modifier à sa façon. Cet objectif a pour but de plonger Labrynna dans la douleur et de permettre ainsi à Twinrova d’allumer la Flamme du Désespoir, l’une des trois flammes nécessaires à la résurrection de Ganon.
Une fois arrivée dans le passé, elle déclenche une foule d’événements aux répercussions terribles sur le présent : certaines personnes se changent en pierre, d’autres vieillissent brusquement ou disparaissent… Parmi ces actes, elle influence Ambi, la reine de Labrynna dans le passé, et change cette reine douce et généreuse en véritable tyran, la poussant à construire une gigantesque tour pour atteindre le ciel. Elle entreprend également d’envoyer des monstres tuer l’Arbre Bojo, gardienne de Labrynna, afin de l'empêcher d'aider Link dans le présent.
Cependant, en allant dans le passé, Veran a laissé derrière elle un portail temporel ouvert. En empruntant ce portail, Ralph, l’amie d’enfance de Nayru, puis Link parviennent à se rendre à leur tour dans le passé, et Link se débarrasse des monstres avant qu’il ne tuent l’Arbre Bojo. Malheureusement, en agissant ainsi, il change à son tour involontairement le cours du temps, ce qui fait perdre sa mémoire d’origine à l’Arbre Bojo dans le présent (et a pour effet de la rendre amoureuse de lui). Pour restaurer la mémoire de l’Arbre, Link doit partir à la recherche des huit essences du temps. Durant sa recherche, il obtient la Harpe des Âges, qui lui permet de voyager à volonté entre le passé et le présent.
Plus tard, à l’occasion d’une sortie de la Reine Ambi, Link, prévenu par l’Arbre Bojo, s’infiltre dans le palais et attaqua Veran. Il parvient à la faire sortir du corps de Nayru et à la blesser suffisamment pour la faire reculer un temps, mais la Reine Ambi revient précisément à ce moment, et Veran en profite pour prendre directement possession de cette dernière. Encerclés par les soldats d’Ambi, Link et Ralph (récemment arrivé) ne s’en sortent que grâce à Nayru, qui, libéré, le ramène avec elle dans le présent.
Après cela, Link s’évertue à retrouver les essences du temps qui lui manquent encore afin de stopper Veran. Cette dernière parvient cependant, dans le corps d’Ambi, à achever la construction de la tour. Montant en haut de cette dernière, elle voit ses pouvoirs décuplés par les puissances obscures, et devient capable de voyager dans le temps sans le corps de Nayru, ce qu’elle utilise pour amplifier les dégâts qu’elle a déjà commis (et qui ont été réparés par Link et Nayru).
Cependant, Link, ayant rassemblé les essences, rejoint la Tour pour aller vaincre Veran. Il est cependant précédé de Ralph, qui veut lui aussi vaincre Veran. Nayru, Zelda et Impa apprennent alors à Link que Ralph est en fait le descendant direct de la Reine Ambi, et que tuer cette dernière le ferait disparaître à coup sûr. Link monte donc, et arrive à temps pour voir Veran stopper Ralph alors qu’il s’apprête à la tuer.
Link affronte ensuite lui-même Veran, et parvient à la faire sortir du corps d’Ambi, qui se retire. Veran tente alors de le posséder à son tour, en vain, car le héros de la Triforce s’avère plus difficile à contrôler. N’ayant plus de corps à posséder, elle l’affronte elle-même, mais perd encore une fois.
La croyant morte, Link reprend le chemin de la sortie avec Nayru et Ralph. Mais Veran, toujours vivante, parvient à l’enfermer avec elle dans la tour pour un dernier combat. Dans sa rage, elle dévoile sa véritable apparence, celle d’un puissant monstre semblable à une tortue/méduse. Mais Link la terrasse encore une fois, et parvient enfin à la tuer pour de bon.
Formes
Comme la plupart des boss de la saga, Veran possède plusieurs formes au cours des combats où le joueur l’affronte :
- Sa première forme, et celle sous laquelle on la voit le plus souvent, est celle d’une femme plutôt jeune, à la peau bleue et aux cheveux roux, portant une armure violette vaguement semblable à un bikini, avec une jupe blanche et une cape bleu sombre. Elle apparaît sous cette forme sur le boîtier du jeu, et lorsqu’elle sort du corps d’une personne possédée. Apparemment, elle n’a alors pas vraiment de potentiel en combat, puisqu’elle se contente de retourner rapidement dans le corps qu’elle possède ;
- Sa seconde forme, celle d’une sorte de fée maléfique, qu’elle révèle lors de son troisième combat avec Link. Sous cet aspect, elle peut voler et user de ses pouvoirs pour combattre ;
- Enfin, sa forme finale, celle d’un monstre ressemblant à un mélange de méduse et de tortue grise, bondissant à grande hauteur. Depuis cette forme, elle peut se changer en abeille géante ou en araignée géante. À chaque fois, elle conserve son vrai visage, qui constitue la seule partie d’elle où on peut la blesser, le reste étant impénétrable.

Pouvoirs
Veran est une puissante sorcière, dotée de redoutables pouvoirs d’ombre. Elle démontre notamment sa faculté de projeter des boules d’énergie pétrifiant temporairement ses ennemis, de se téléporter, de créer des sosies en ombres de ses adversaires et de se changer elle-même en une sorte de spectre.
Son pouvoir le plus particulier reste celui de posséder d’autres personnes : elle se change en spectre et entre dans le corps de sa victime. Une fois la personne possédée, Veran l’utilise comme son propre corps, et peut ainsi en utiliser la voix, les pouvoirs et l’apparence. Elle ne peut posséder qu’une seule personne à la fois, et Link prouve qu’il est possible de résister à ce pouvoir (peut-être grâce à la Triforce du Courage).
À priori, il existe certains signes permettant de reconnaître une personne possédée par Veran : dans le jeu vidéo, les personnes qu’elle possède ont une peau bleu pâle, ce que les gens ne semblent cependant pas remarquer. Le résumé du livret de règle précise que Link est intrigué par "le regard perçant" qu’Impa lui adresse lorsqu’elle est possédée. Certaines personnes, comme le conseiller d’Ambi, semblent aussi sentir une aura maléfique autour des personnes possédées.
Un point discutable est de savoir si Veran peut ou non utiliser ses pouvoirs lorsqu’elle se trouve dans le corps de quelqu’un. Le manga indique que non : lorsqu’elle possède Ambi, elle s’avère incapable d’utiliser la magie contre Ralph, tandis que les pouvoirs qu’elle utilise lors de son premier combat contre Link sont en fait ceux de Nayru. En revanche, dans le jeu vidéo, lorsque Link l’affronte dans le corps de Nayru, puis de la Reine Ambi, elle possède les mêmes pouvoirs. On peut cependant supposer qu’elle utilise ceux de Nayru la première fois, et qu’elle a reçu des pouvoirs similaires grâce à la tour la deuxième.
Le point faible de ce pouvoir reste dans tous les cas les graines mystères : lorsqu’elle reçoit une graine mystère, Veran est obligée de sortir du corps qu’elle possède, laissant à ses adversaires quelques secondes pour écarter le corps et l’attaquer seule. Ce stratagème est utilisé par Link lors des deux premiers combats, avec succès.
Enfin, contrairement à Onox, Veran est une talentueuse manipulatrice, capable de manipuler même Link et de changer la Reine Ambi en tyran.

#### Le vieil homme
Apparaît dans : The Legend of Zelda, The Adventure of Link et Breath of the Wild.
Dans The Legend of Zelda, il apparaît dans des donjons pour donner des conseils sur certains boss ou sur certains lieux. Il est également présent dans des grottes pour donner une épée si le nombre de réceptacles de cœur nécessaire a été atteint (3 pour l’épée de bois, 5 pour l’épée blanche et 12 pour l’épée magique).
Dans Zelda II: The Adventure of Link, il est présent dans les sous-sols de chaque village afin d’apprendre des sorts (Bouclier, Saut, Vie, Fée, Feu, Reflet, Sortilège, Tonnerre) permettant à Link d’avoir de meilleures capacités physiques ou de meilleures aptitudes au combat afin de défaire certains ennemis.
Dans Breath of The Wild, il est le premier personnage rencontré dans le jeu, on le voit au plateau de prélude, la première zone du jeu, où il nous apprend les bases du jeu et de la cuisine en particulier. Il offre d'ailleurs le Doublet à Link si ce dernier réussit à lui préparer une grillade terre-mer pikpik faite à base de piment, de viande et de poisson. Une fois quatre sanctuaires réussis, il se révèle être Bosforahmus, le roi d'Hyrule décédé cent ans auparavant, vous apprend la suite de votre quête et vous donne la paravoile.

#### Volga
Apparaît dans : Hyrule Warriors
Cya se rend dans le volcan d'Ordinn afin de recruter Volga pour diriger son armée. Volga refuse, mais se range quand même à ses côtés, car Cya le soumet aux pouvoirs des ténèbres. Volga et Iscerro partent alors pour attaquer le château d'Hyrule. Volga tentera de venir à bout de Link et Impa, mais Link est sauvé par la marque de la Triforce du courage. Volga se retire. Par la suite, il se rend dans le monde de Skyward Sword, à Célésbourg, où il combat aux côtés de Ghirahim. Volga utilise alors le pouvoir des ténèbres pour augmenter sa force, mais son pouvoir baisse grâce à l'aide de Narisha.
Lors de l'attaque finale contre Cya, Volga utilise à nouveau le pouvoir des ténèbres, mais Zelda le convainc d'y renoncer et de se battre honorablement. Il combat alors une dernière fois, et il disparaît pour combattre à son compte.
À la suite d'une mise à jour, Volga devient un personnage jouable.

### X

#### Xanto
Apparaît dans : Twilight Princess, Hyrule Warriors
Xanto est de prime abord le principal antagoniste du jeu vidéo d’aventure Twilight Princess. Il est le maître auto-proclamé de la race des Ombres et du monde des Ténèbres.
Écarté du titre de Roi de la tribu de l’Ombre (au profit de Midona), il sombre dans une période de détresse, donnant ainsi son corps au seigneur du Mal : Ganon. Ce dernier peut donc effectuer son retour dans Hyrule.
Ganon propose à Xanto de lui donner accès à une source infinie de pouvoirs en échange de sa libération. Xanto domine alors le monde des Ombres sous les ordres de Ganon, qu’il considère comme un dieu, pendant que celui-ci prépare son retour dans le monde de la Lumière. Xanto porte un masque à l’apparence grotesque, semblable à la tête d’un caméléon : yeux globuleux, langue rétractable. Derrière son masque, Xanto est un personnage assez pathétique, presque sympathique, auquel il semble difficile d’associer une image sombre.
En tant que membre de la race des Ombres, Xanto sait pratiquer la magie noire. Il est surnommé "usurpateur" non seulement pour avoir pris le pouvoir par la force, mais aussi parce que, lors de l’affrontement final avec Link, il copie les techniques des boss que ce dernier a déjà battus au cours du jeu. De plus, Midona explique à Link que le Miroir des Ombres permettant de voyager entre Hyrule et le Crépuscule ne peut être détruit que par le véritable souverain du monde des Ombres ; or, en se retranchant dans le Crépuscule, Xanto tente de détruire le Miroir, mais il parvient seulement à le briser en quatre éclats dont la magie est encore intacte et active (c'est Midona qui, à la toute fin du jeu, lors de la cinématique entre les deux parties du générique, va le détruire pour de bon en retournant dans son monde) car les Twilis, le peuple du Crépuscule, ne l'ont pas reconnu comme leur souverain.
Peu avant la fin du jeu, Midona parvient à détruire l'enveloppe charnelle de Xanto en utilisant le pouvoir de ses ancêtres mais, lié à Ganon, il survit tant que ce dernier vit aussi. Lorsque Ganon est finalement vaincu par Link, une cinématique montre Xanto se brisant le cou, se tuant pour porter le coup de grâce à Ganon.
Xanto contrôle les monstres des ombres et les agents du crépuscule. C'est lui qui a transformé les habitants du monde des ombres en monstres.
Pouvoirs
Lors de la rencontre avec Ganon, Xanto accède à une vaste gamme de capacités magiques. Contrairement à la plupart des Twili, Xanto est capable d'exister dans le Monde de la Lumière sans avoir besoin de se cacher dans l'ombre d'un autre et peut voyager entre le Monde de la Lumière et le Royaume Crépusculaire à volonté sans l'utilisation du Miroir du Crépuscule. Xanto détient le pouvoir sur Twilight et peut corrompre les zones du Monde de Lumière avec elle. Xanto peut également créer des objets hors de la matière de Twilight, montrés quand il crée une Scimitar de Twilight pour amener Stallord à la vie, en montrant également la compétence dans la nécromancie. Xanto, comme Midona, est capable d'appeler les Twilight Portals.
Xanto possède également de puissantes capacités télékinésiques, capable de vaincre l'Esprit Lumière Lanaryu et d'humilier Midona et Link sans bouger les bras. Xanto peut aussi invoquer les Bêtes de l'Ombre, contrôler les mains sensibles d'un endroit éloigné et créer des hologrammes pour combattre les ennemis. Les pouvoirs de Xanto semblent assez vastes pour manipuler la réalité, conjurant des versions flottantes géantes de son casque à travers le Palais de Twilight, altérant sa taille à volonté et reproduisant les arènes des boss précédents.
Au combat, Xanto lévite principalement en plein air et peut se téléporter pour éviter les attaques. Sa principale forme d'attaque se présente sous la forme d'explosions d'énergie sombre qu'il tire rapidement. Xanto possède également une force surhumaine comme le montre le deuxième tour de la lutte où il frappe à plusieurs reprises la plate-forme dans une tentative de lancer Link dans la piscine de lave. Zant peut également nager à travers l'eau et l'air avec facilité. Pendant la dernière ronde de la lutte, Xanto brandit des lames jumelles. Xanto attaque principalement par maniaque agitant et slashing ses épées environ, les employant souvent dans une attaque mortelle de vitesse à grande vitesse. Xanto peut également combiner ses compétences d'épée avec sa capacité de téléportation, ce qui en fait un adversaire très imprévisible dans la bataille. Enfin, Xanto présente un étonnant niveau de flexibilité, capable de plier et de contorsionner son corps dans diverses poses.
Xanto est un personnage jouable dans Hyrule Warriors.

### Y

#### Yuga
Apparaît dans A Link Between Worlds, Hyrule Warriors
Yuga est l'antagoniste principal de The Legend of Zelda: A Link Between Worlds. Il a la capacité de se transformer en peinture murale, ainsi que de transformer les autres. Son but principal est de transformer en tableau les huit sages d'Hyrule pour s'en emparer et utiliser leurs pouvoirs afin de réveiller son maître, Ganon. Il cache chacun des tableaux à Lorule, un monde parallèle où la situation s'est dégradée.
Il est jouable dans Hyrule Warriors.

#### Yunobo
Apparaît dans : Breath of the Wild, Hyrule Warriors : L'Ère du Fléau, Tears of the Kingdom
Descendant de Daruk, Yunobo est un jeune Goron. Dans Breath Of The Wild, il se fera enfermer dans une mine à cause d'un éboulement, mais Link parviendra à le libérer. Ensuite, Yunobo aidera Link à apaiser la Créature Divine Vah'Rudania afin que Link puisse rentrer à l'intérieur.
Il est un personnage jouable dans Hyrule Warriors : L'Ère du Fléau.
Dans Tears of the Kingdom, Ganondorf envoie une "image de Zelda" qui donne un étrange masque à Yunobo. Le Goron, pensant qu'il s'agit de la vraie princesse, met alors le masque. A cause de ce masque, Yunobo est devenu assez froid et arrogant, et se montre même hostile envers Link, qu'il affronte lors d'un duel. Pendant le combat, Link réussi à briser le masque et Yunobo retrouve ses esprits. Il se rendent au sommet du volcan, là où la fausse Zelda lui a remis ce masque, et une gigantesque créature apparaît. Une fois vaincu, Yunobo rencontre l'esprit de son ancêtre, le Sage du Feu, et il devient Sage à son tour. Il aidera donc Link dans sa quête et à combattre Ganondorf.

### Z

#### Zephos
Apparaît dans : The Wind Waker
Zephos, frère de Cyclos, est le dieu du vent. Il ressemble à une grosse grenouille de couleur vert-bleu et est toujours assis sur un nuage. Il aide Link dans sa quête.

#### Roi Zora
Apparaît dans : Ocarina of Time, Oracle of Ages, Twilight Princess, Breath of the Wild Tears of the Kingdom
Monarque des Zoras. Père de la princesse Ruto dans Ocarina of Time. Dans Breath of the Wild, il a pour enfants la princesse Mipha et le prince Sidon.

### Sources
- Cet article est partiellement ou en totalité issu de l'article intitulé « Agahnim » (voir la liste des auteurs).
- Cet article est partiellement ou en totalité issu de l'article intitulé « Daphnes Nohansen Hyrule III » (voir la liste des auteurs).
- Cet article est partiellement ou en totalité issu de l'article intitulé « Exelo » (voir la liste des auteurs).
- Cet article est partiellement ou en totalité issu de l'article intitulé « Midona » (voir la liste des auteurs).
- Cet article est partiellement ou en totalité issu de l'article intitulé « Navi » (voir la liste des auteurs).
- Cet article est partiellement ou en totalité issu de l'article intitulé « Sheik » (voir la liste des auteurs).
- Cet article est partiellement ou en totalité issu de l'article intitulé « Vaati » (voir la liste des auteurs).
- Cet article est partiellement ou en totalité issu de l'article intitulé « Veran  » (voir la liste des auteurs).
- Cet article est partiellement ou en totalité issu de l'article intitulé « Xanto » (voir la liste des auteurs).